# Agriculture dans la wilaya de Boumerdès
Pour les articles homonymes, voir Boumerdès (homonymie).
Répartition en 2012 de la superficie agricole et forestière (en hectares) de la wilaya
- Superficie agricole utile (S.A.U.: 65 738 hectares) (65,03 %)
- Superficie agricole irriguée (S.A.I.: 12 400 hectares) (12,27 %)
- Superficie de l'espace forestier (S.E.F.: 22 951 hectares) (22,70 %)

La wilaya de Boumerdès, dans le nord de l'Algérie, recèle des potentialités agricoles considérables.
La superficie agricole totale de la wilaya est de 99 592 hectares, dont la superficie agricole utile est de 65 738 hectares alors que la surface irriguée est de 12 400 hectares.
L’espace forestier, composé de bois, de sous-bois et de maquis, recouvre 22 951 hectares.

## Surfaces agricoles et forestières
|  | Saison    | Superficie agricole irriguée (S.A.I.) | Superficie agricole utile (S.A.U.) | Superficie de l'espace forestier (S.E.F.) | Superficie agricole totale (S.A.T.) |
|  | 2001-2002 | 9 000                                 | 65 755                             |                                           | 99 955                              |
|  | 2002-2003 |                                       |                                    |                                           |                                     |
|  | 2003-2004 | 10 450                                | 65 989                             |                                           | 99 844                              |
|  | 2004-2005 |                                       |                                    |                                           |                                     |
|  | 2005-2006 |                                       |                                    |                                           |                                     |
|  | 2006-2007 |                                       |                                    |                                           |                                     |
|  | 2007-2008 |                                       |                                    |                                           |                                     |
|  | 2008-2009 |                                       |                                    |                                           |                                     |
|  | 2009-2010 | 12 200                                | 65 738                             |                                           | 99 592                              |
|  | 2010-2011 | 10 000                                | 65 739                             |                                           |                                     |
|  | 2011-2012 |                                       |                                    |                                           |                                     |
|  | 2012-2013 |                                       | 65 000                             |                                           |                                     |
|  | 2013-2014 | 12 400                                | 65 738                             | 22 951                                    | 99 592                              |
|  | 2014-2015 |                                       |                                    |                                           |                                     |

Ces potentialités agricoles se traduisent par une importante activité générant une production très diversifiée et de qualité en matière de vigne de table, d’arboriculture fruitière, d'agrumes, de maraîchages, d'huiles, et de viandes rouges et blanches.
Les terres agricoles autour du Col des Béni Aïcha sont classées dans la zone « Une ».
Cette zone «Une» est caractérisée par une très bonne qualité des terres agricoles et sa richesse en produits favorisant les activités agricoles, ainsi que par un climat favorable, notamment une pluviosité assez importante, des reliefs facilitant le travail de la terre et un accès facile des moyens mécaniques aux exploitations agricoles (plaines) en plus de l'abondance de l'eau.

## Viticulture

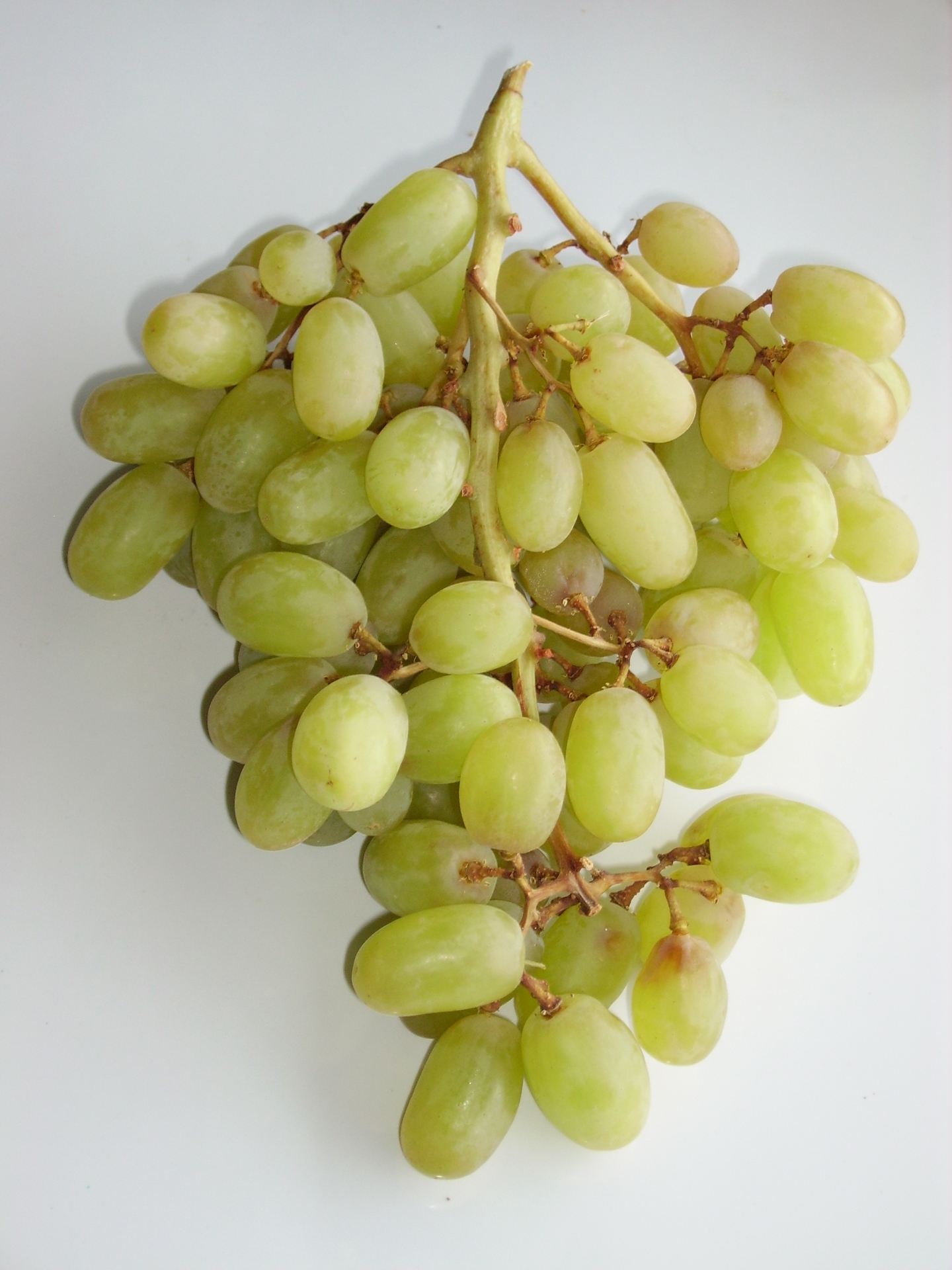
Viticulture autour de Thénia.

De toutes les régions de l'Algérie viennent les grossistes de fruits et légumes s'approvisionner en raisin de table dans les vignobles de la wilaya de Boumerdès.
En effet, les viticulteurs des plaines entourant le Col des Béni Aïcha sont à la tête de l'innovation dans le domaine de la production du raisin de table.
Les 8 240 hectares consacrés au raisin de table ont donné durant la saison 2009-2010 une production de 2 525 000 quintaux, avec un rendement d'un peu plus de 306 quintaux par hectare.
À rappeler qu'entre 40 % à 45 % de la production nationale algérienne de raisin de table proviennent des plaines et vignobles qui entourent le Col des Béni Aïcha dans la Wilaya de Boumerdès.
Les variétés récoltées sont le cardinal, le muscat, le dabuki, alphonse-lavallée, le red globe, le dattier, le victoria, le black pearl, et d'autres.
Les statistiques de la saison 2011-2012 indiquaient que parmi les 22 921 hectares de terre agricole destinés à l’arboriculture, pas moins de 8 682 hectares sont occupés par les vignobles.
|     | Année     | Variétés de raisin de table | Vignobles (hectares) | Rendement (quintaux par hectare) | Quantité de raisin (quintaux) | Chiffre d'affaires (Dinars Algériens D.A.) | Nombre d'agriculteurs |
| 1er | 2004-2005 |                             |                      |                                  | 945 000                       |                                            |                       |
| 2e  | 2005-2006 |                             |                      |                                  |                               |                                            |                       |
| 3e  | 2006-2007 |                             |                      |                                  |                               |                                            |                       |
| 4e  | 2007-2008 | 12                          | 9 000                | 220                              | 2 000 000                     |                                            | 3 000                 |
| 5e  | 2008-2009 | 12                          | 8 682                | 160                              | 1 560 000                     |                                            | 3 000                 |
| 6e  | 2009-2010 | 12                          | 8 240                | 306                              | 2 525 000                     | 8 610 000 000                              | 3 000                 |
| 7e  | 2010-2011 | 12                          | 8 300                |                                  | 1 800 000                     |                                            | 3 000                 |
| 8e  | 2011-2012 | 12                          | 8 682                | 276                              | 2 300 000                     |                                            | 4 000                 |
| 9e  | 2012-2013 | 12                          | 9 091                | 292                              | 2 500 000                     |                                            | 4 000                 |
| 10e | 2013-2014 | 12                          | 8 600                | 292                              | 2 500 000                     |                                            | 4 000                 |
| 11e | 2014-2015 | En cours                    | En cours             | En cours                         | En cours                      | En cours                                   | En cours              |

### Cardinal (Raisin noir)

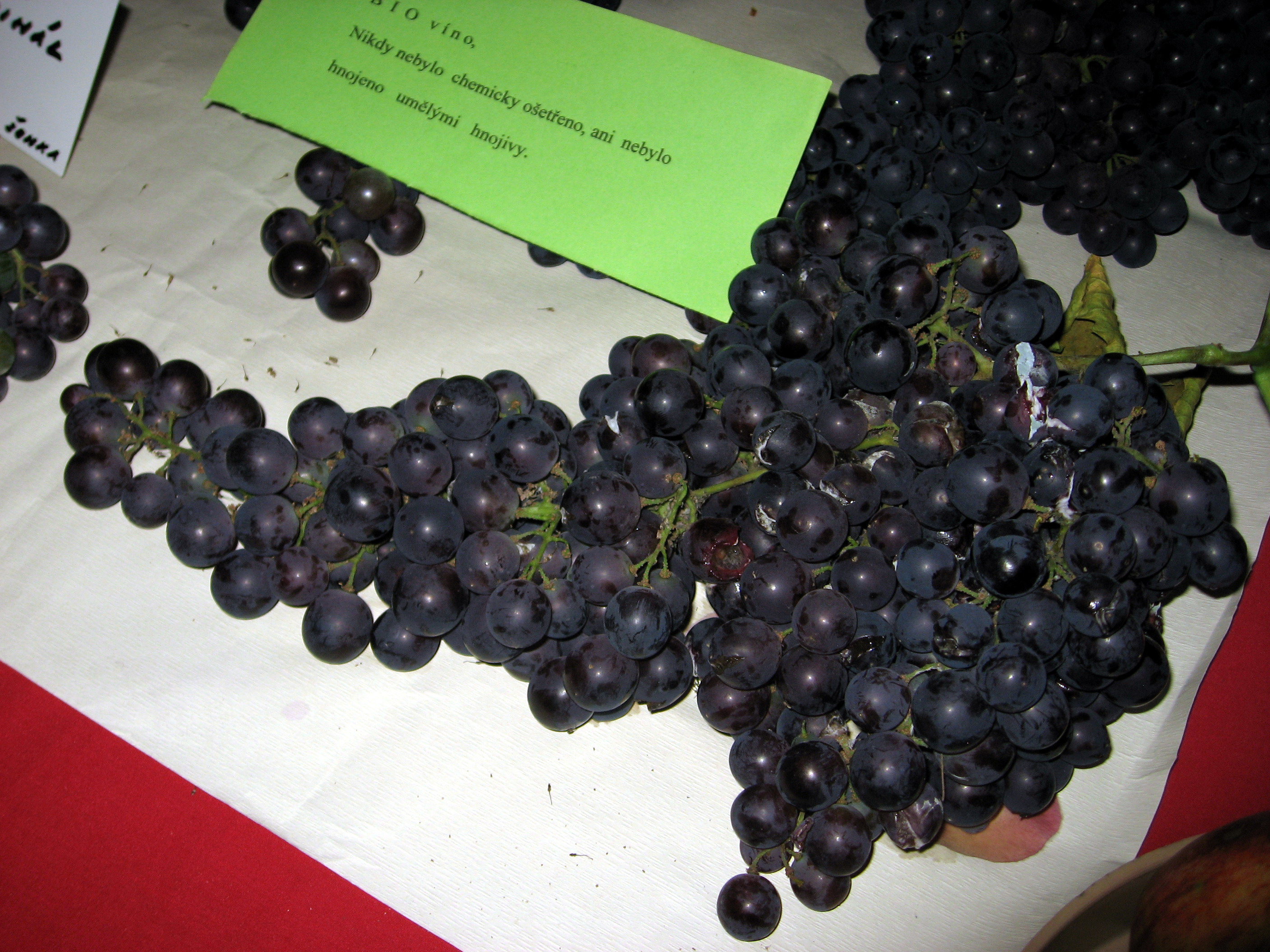
Cardinal (Raisin noir).

Le raisin Cardinal représentait durant la saison 2010-2011 30 % de la production de raisin dans la wilaya de Boumerdès, suivi de près par le Muscat et le Dabouki.
C'est un raisin très prisé grâce à ses gros grains rouges sphériques et sa peau épaisse.
Sur les centaines d'hectares réservés au raisin de table, la moitié (50 %) est consacrée à la variété Cardinal.
La Basse Kabylie occupe la première place en Algérie pour la production de raisin Cardinal : pour la saison 2011-2012, il a été produit près de 390.000 quintaux de raisin "Cardinal", dont la Basse Kabylie (Wilaya de Boumerdès) a fourni la plus grande part avec une surface de 1230 hectares. Pour la saison 2012-2013, le raisin Cardinal a donné environ 344 400 quintaux.

### Dattier de Beyrouth

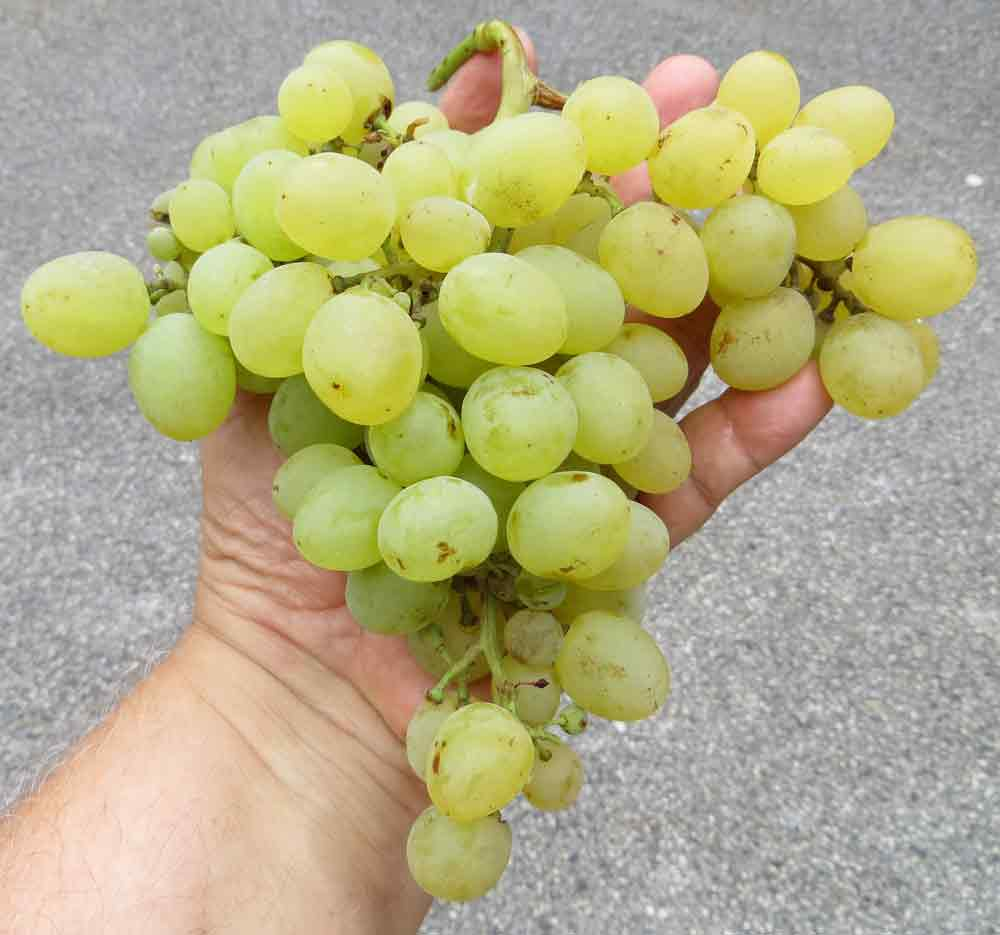
Dattier de Beyrouth.

Les vergers de raisin Dattier comptaient une superficie de 1 877 hectares durant la saison 2011-2012 dans la wilaya de Boumerdès.
Durant la saison 2008-2009, le raisin Dattier, une variété de raisin blanc appelée localement « Dattier de Beyrouth », est la deuxième variété cultivée après le raisin Dabouki (Sabel).
Ce raisin Dattier, considéré comme le plus sucré de tous, occupait en 2008-2009 une superficie de plus de 1 877 hectares, soit 15 % de la surface totale réservée alors aux vignobles.

### Dabouki (Sabel)
Le cépage de raisin Dabouki (Sabel) occupait durant la saison 2011-2012 plus de 4 758 hectares parmi les vignobles de Basse Kabylie.

### Alphonse-Lavallée

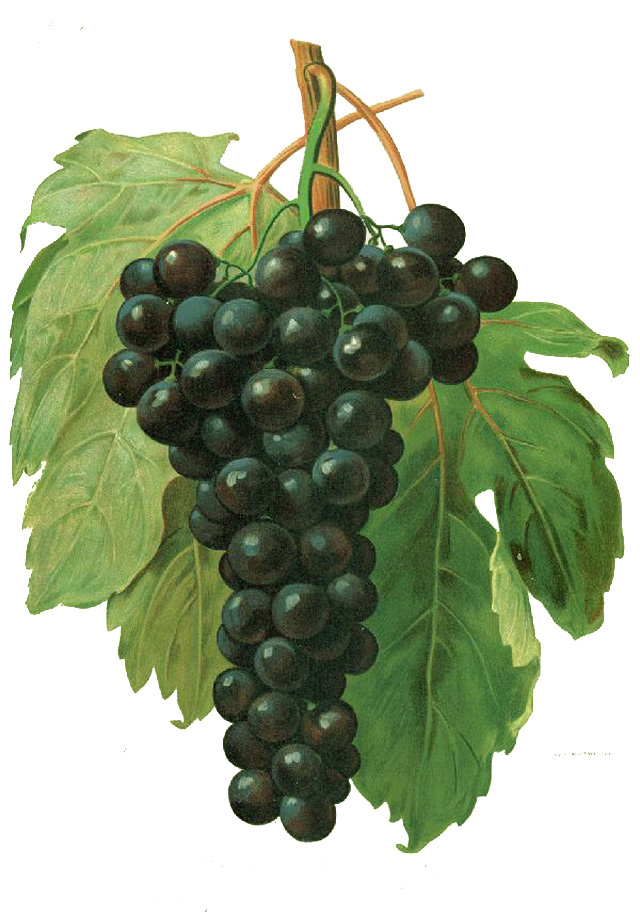
Alphonse Lavallée

### Red globe
Le raisin Red globe, introduit en 2004, était planté durant la saison 2012-2013 sur 38 hectares avec un rendement moyen de 280 quintaux par hectare.
Le Red Globe, un raisin d'origine américaine, est peu sucré et doit être consommé dans les 24 heures après sa récolte, alors que son goût est juteux et sucré avec sa couleur rouge foncé et sa peau ferme et croquante.
Le Red Globe a un goût délicieux et peut tenir jusqu'à trois jours, affirment les viticulteurs locaux autour de Thénia.
Le Red globe est très appréciée par les viticulteurs pour sa rentabilité, mais aussi par les consommateurs pour son goût.

### Muscat

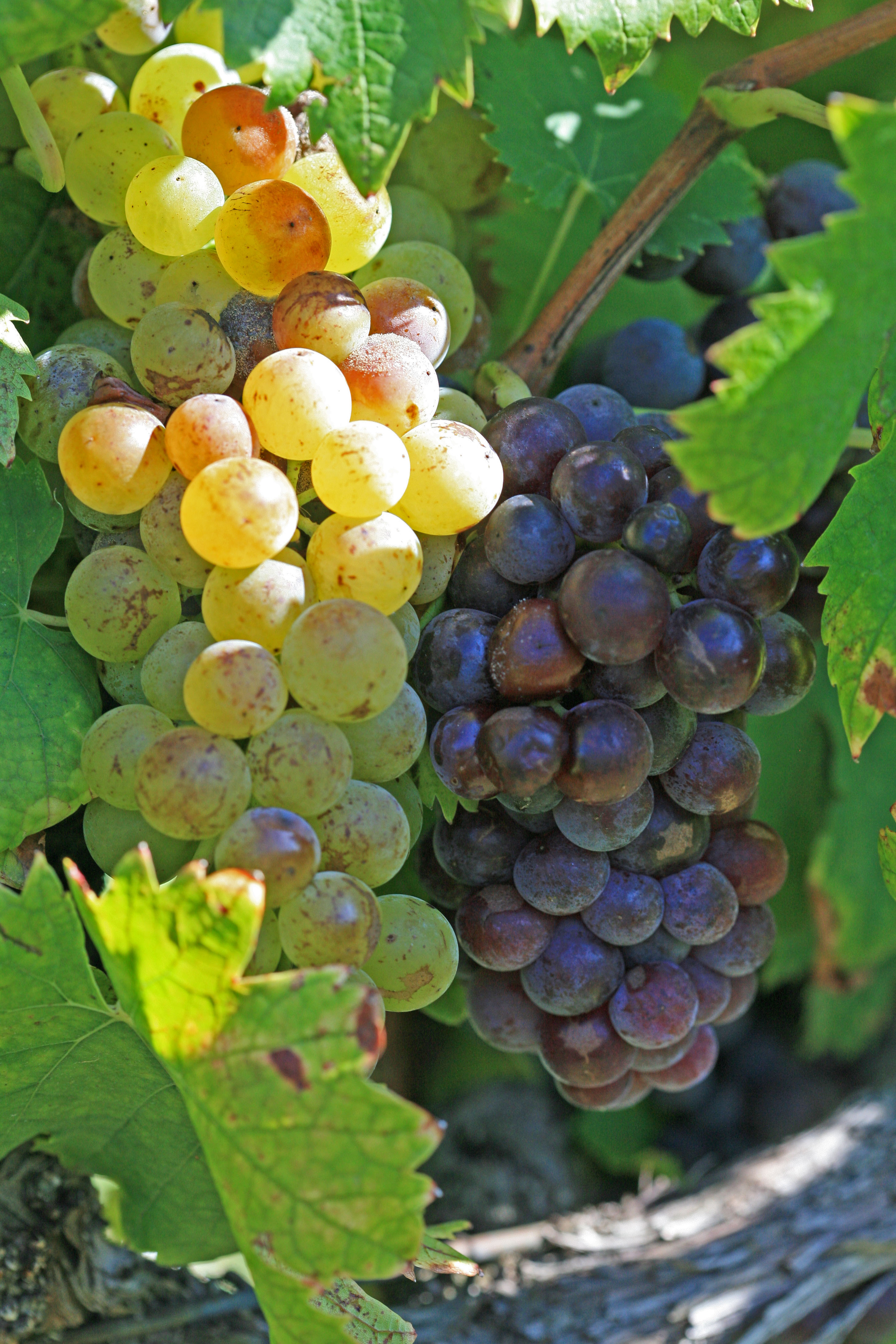
Muscat à petits grains

Les vignobles de raisin Muscat occupaient durant la saison 2011-2012 une superficie ne dépassant guère les 300 hectares autour du Col des Béni Aïcha.
Le raisin de table Muscat est juteux et dégage une belle odeur.
Durant la saison 2008-2009, le raisin Dattier était aussi cultivé sur seulement 300 hectares sur les 8 682 hectares de vignobles existants.

### Victoria
Le raisin Victoria n'était produit que sur seulement 2 hectares durant la saison 2011-2012.

### Hmar bou Amar
Le raisin Hmar bou Amar n'était cultivé durant la saison 2011-2012 que sur 7 hectares sur les régions montagneuses autour du Col des Béni Aïcha.

### Chasselas

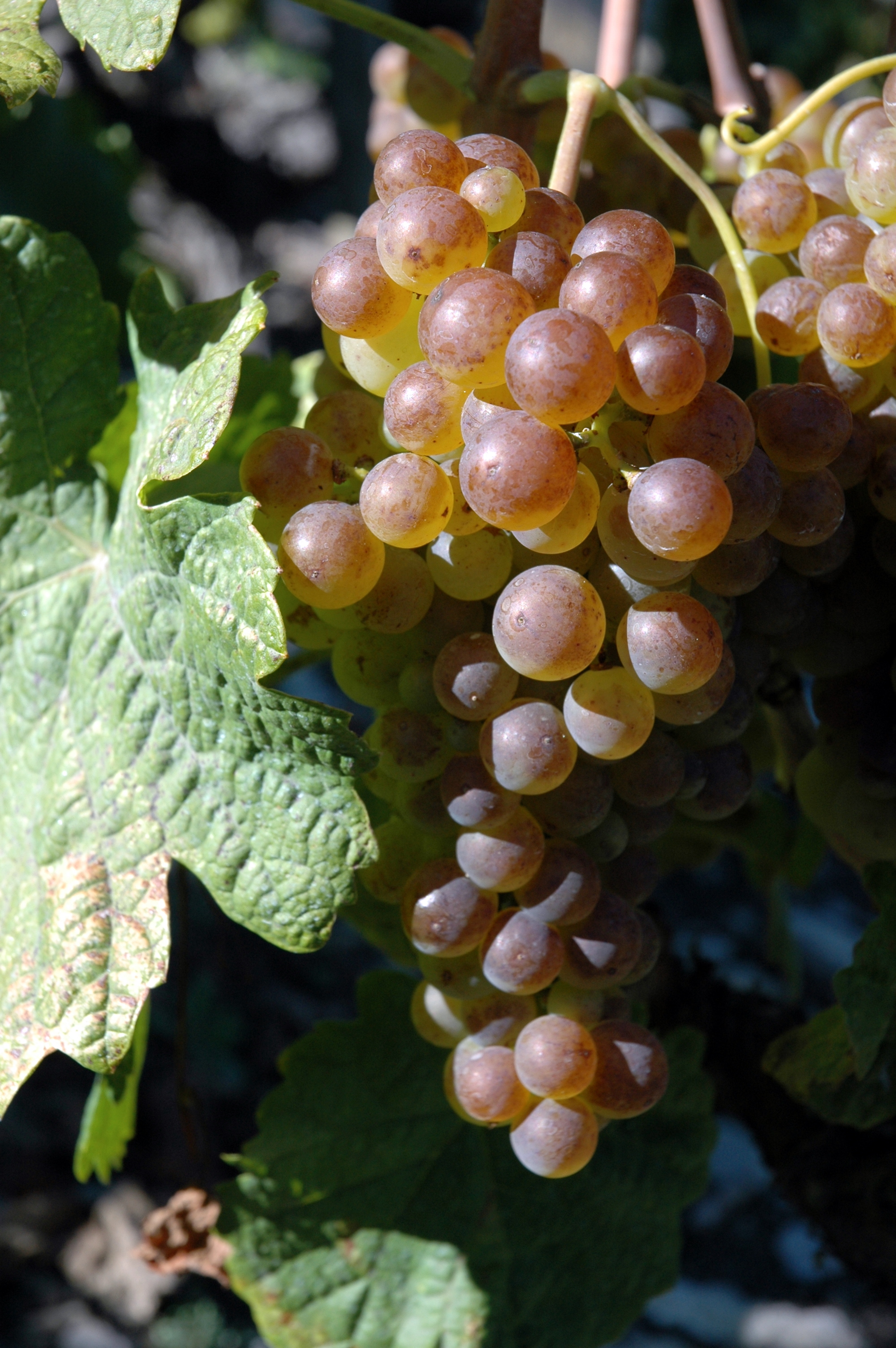
Chasselas

Le raisin Chasselas n'était cultivé durant la saison 2011-2012 que sur 7 hectares sur les régions montagneuses autour du Col des Béni Aïcha.

### Sultanine

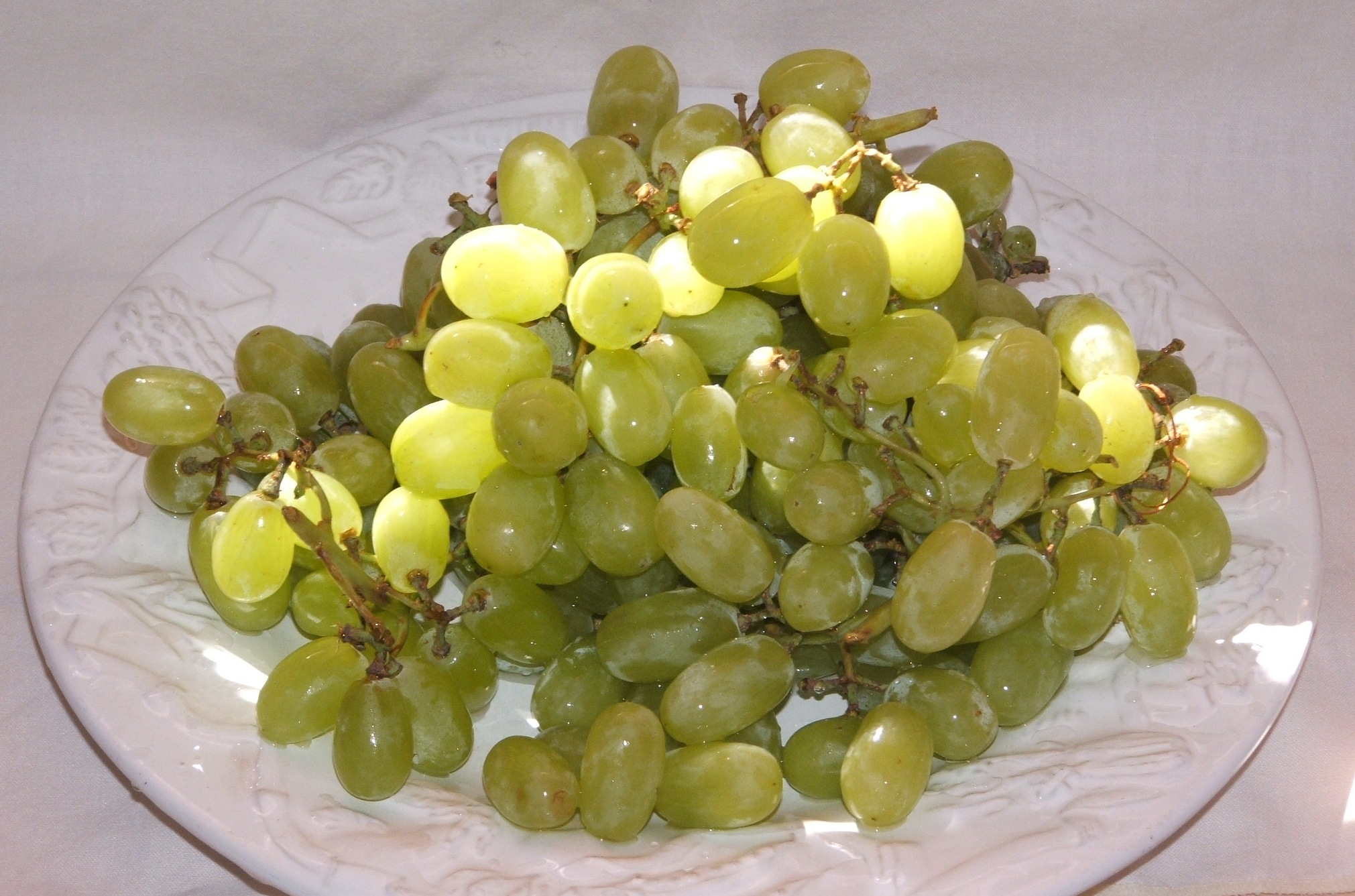
Sultanine

Le raisin Sultanine n'était cultivé durant la saison 2011-2012 que sur 7 hectares sur les régions montagneuses autour du Col des Béni Aïcha.

## Arboriculture

### Agrumes
La wilaya de Boumerdès a produit en 2009-2010 douze variétés d´agrumes sur une surface globale de plus de 2 000 hectares, dont près de 1 900 considérés comme à « très haute productivité ». La récolte a été d´un peu plus de 20 000 tonnes, contre plus de 34 000 tonnes en 2008-2009.
Le seuil minimal de production annuelle d'agrumes est de 25 000 tonnes, dans le pire des cas, alors que des pics de près de 35 000 tonnes sont souvent signalés. Le rendement de production passe par des minima entre 90 et 95 quintaux par hectare, contre une moyenne de production de 160 à 200 quintaux d´agrumes/hectare.
Plus de 1 000 agriculteurs de la Basse Kabylie activent dans la branche de production des agrumes.
Durant la saison 2013-2014, la production des agrumes autour de Thénia a connu une légère hausse par rapport à la saison précédente 2012-2013, évaluée à 0,44 %. Les agriculteurs ont expliqué cet état de fait par les conditions climatiques favorables, le traitement efficace et à temps des maladies et la maîtrise des techniques de production des arbres fruitiers.
La superficie réservée à la culture des agrumes a connu une extension de 194 ha par rapport à la saison 2012-2013 (qui n’était que de 1 737 ha), ce qui a donné 1 931 hectares d'agrumes en 2013-2014.

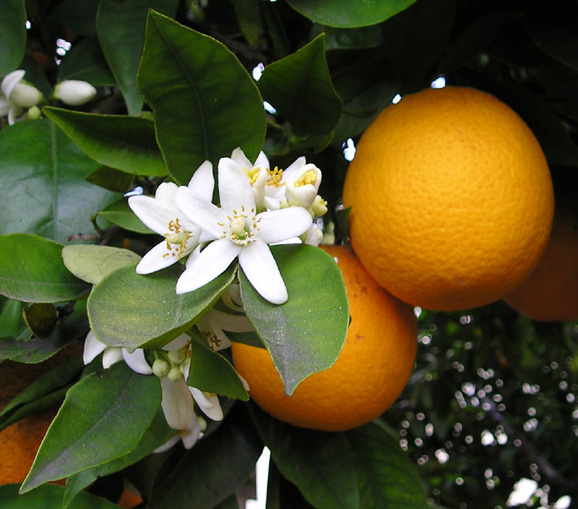
Fleurs d'oranger et oranges.
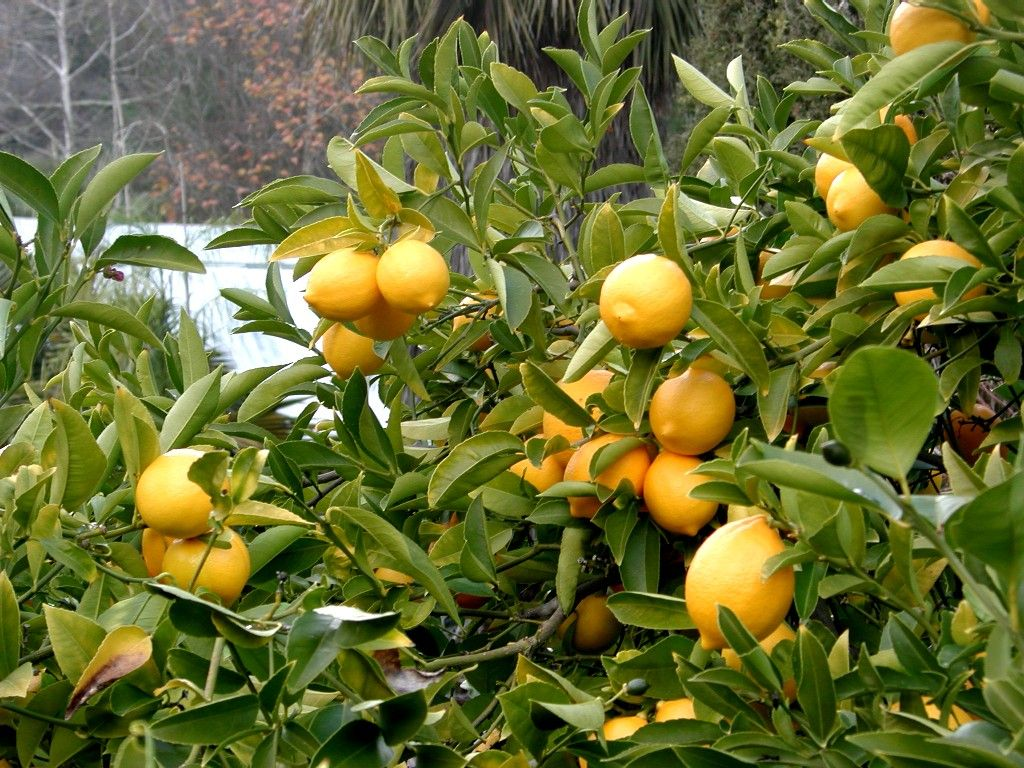
Citrons sur l'arbre
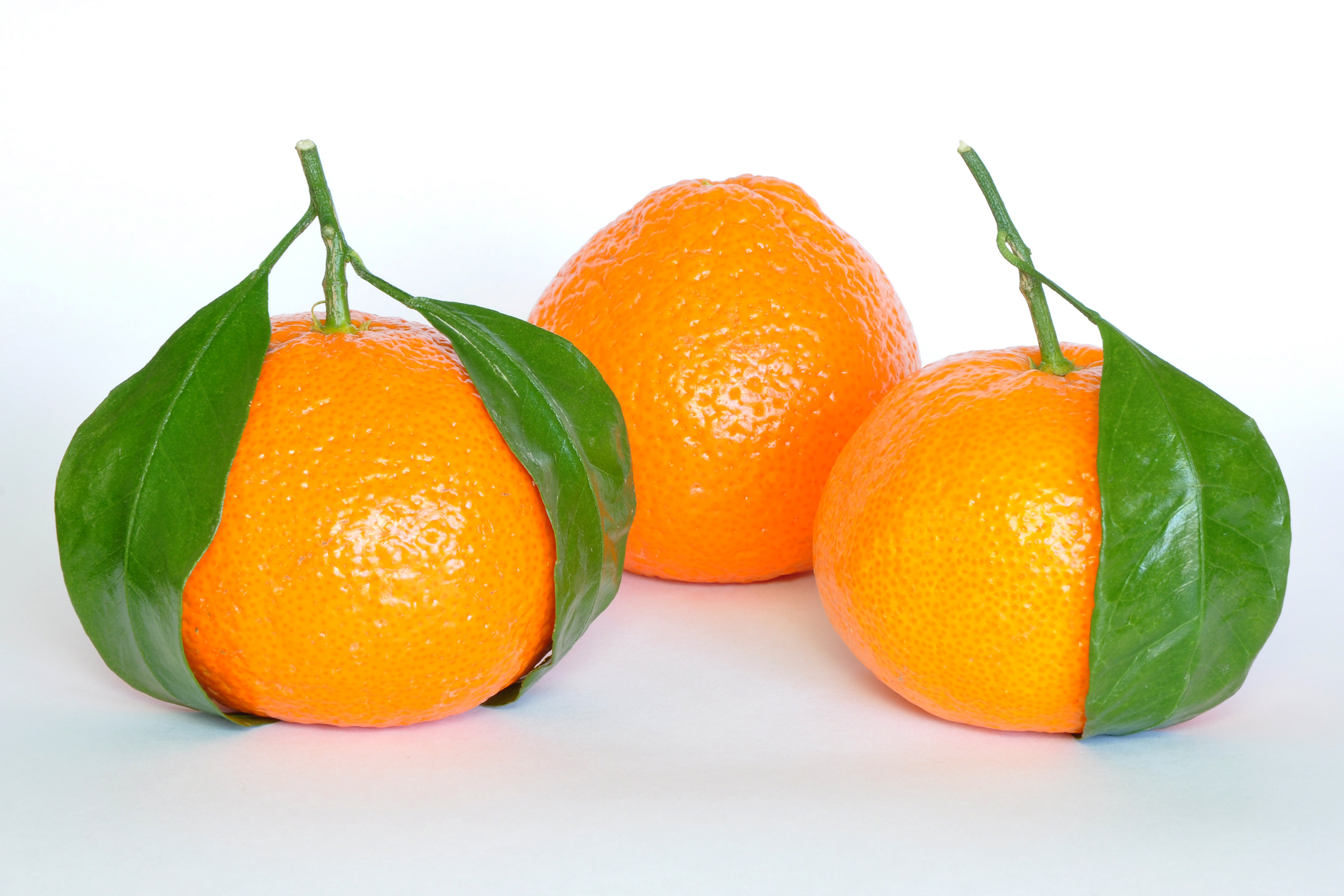
Mandarines
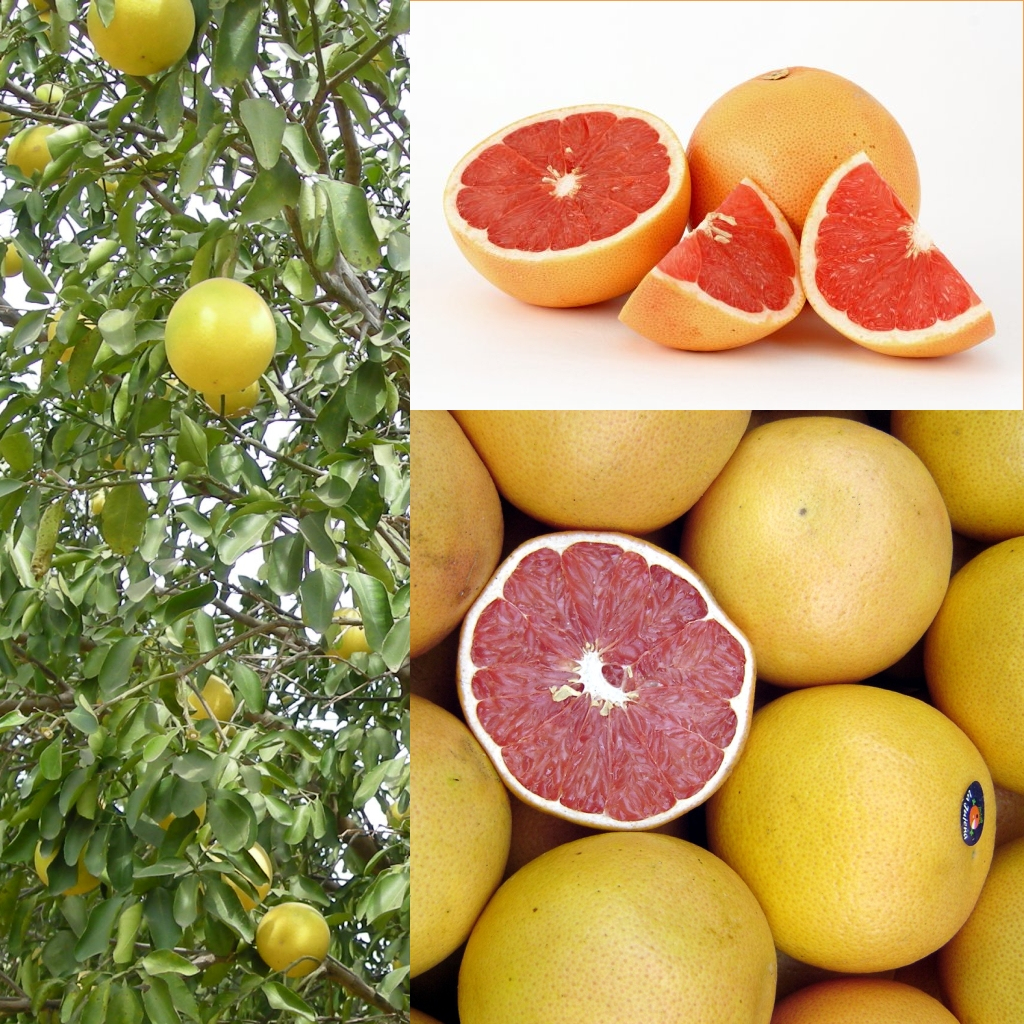
Pamplemousse

Près de 1000 hectares de la surface productive d'agrumes autour de Thénia était occupée en 2009-2010 par les variétés d´orange Thomson et Washington Navel. La production d’oranges a été évaluée durant la saison 2013-2014 à 279 543 quintaux.
La culture du citron occupait en 2009-2010 plus de 300 hectares. Durant la saison 2013-2014, 62 070 quintaux de citrons ont été produits, dont 59 070 quintaux de citron 4 saisons, qui représentaient un rendement moyen global de 203 quintaux par hectare.
Durant la saison 2013-2014, une production de 50 465 quintaux de petits agrumes comme la clémentine et la mandarine a été enregistrée.

### Fruits à pépins
Pour la saison 2013-2014, la production a atteint 114 620 quintaux de pommes, 38 670 quintaux de poires, 2 446 quintaux de nèfles et 5 337 quintaux de grenades.

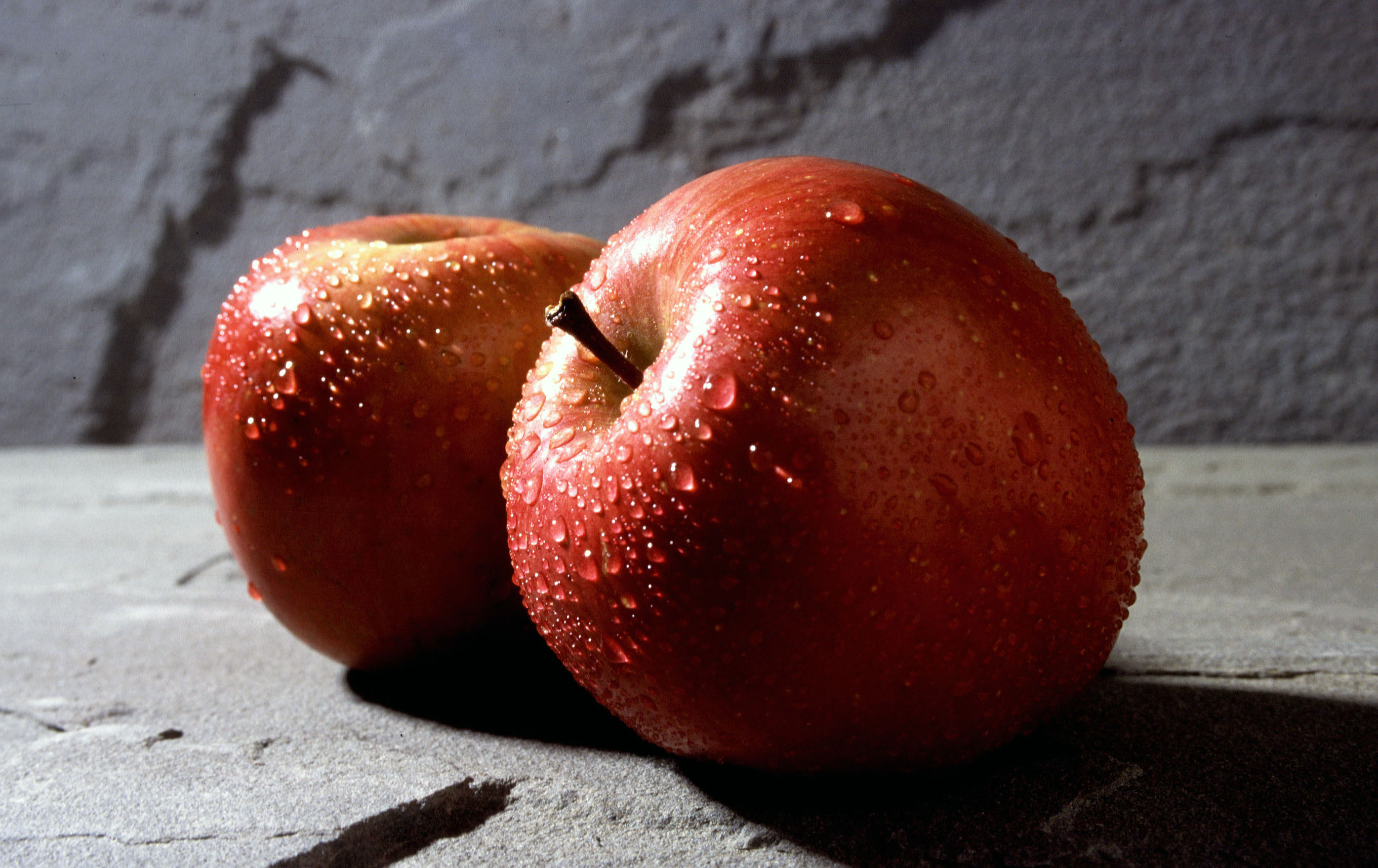
Pommes
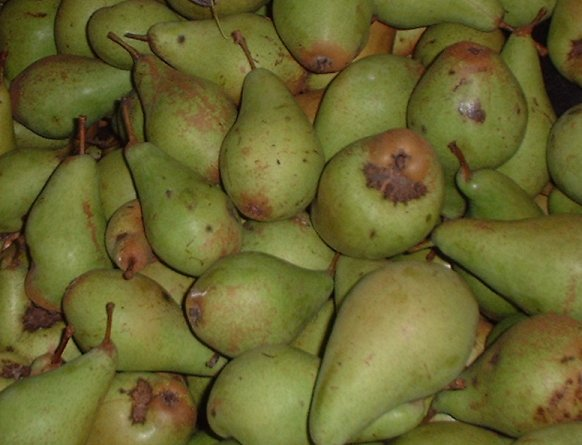
Poires
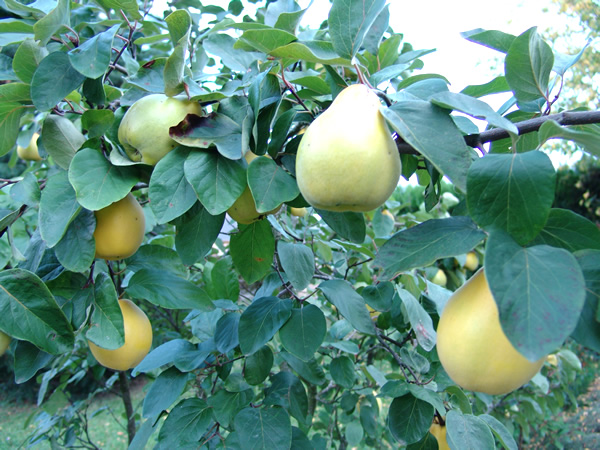
Coings
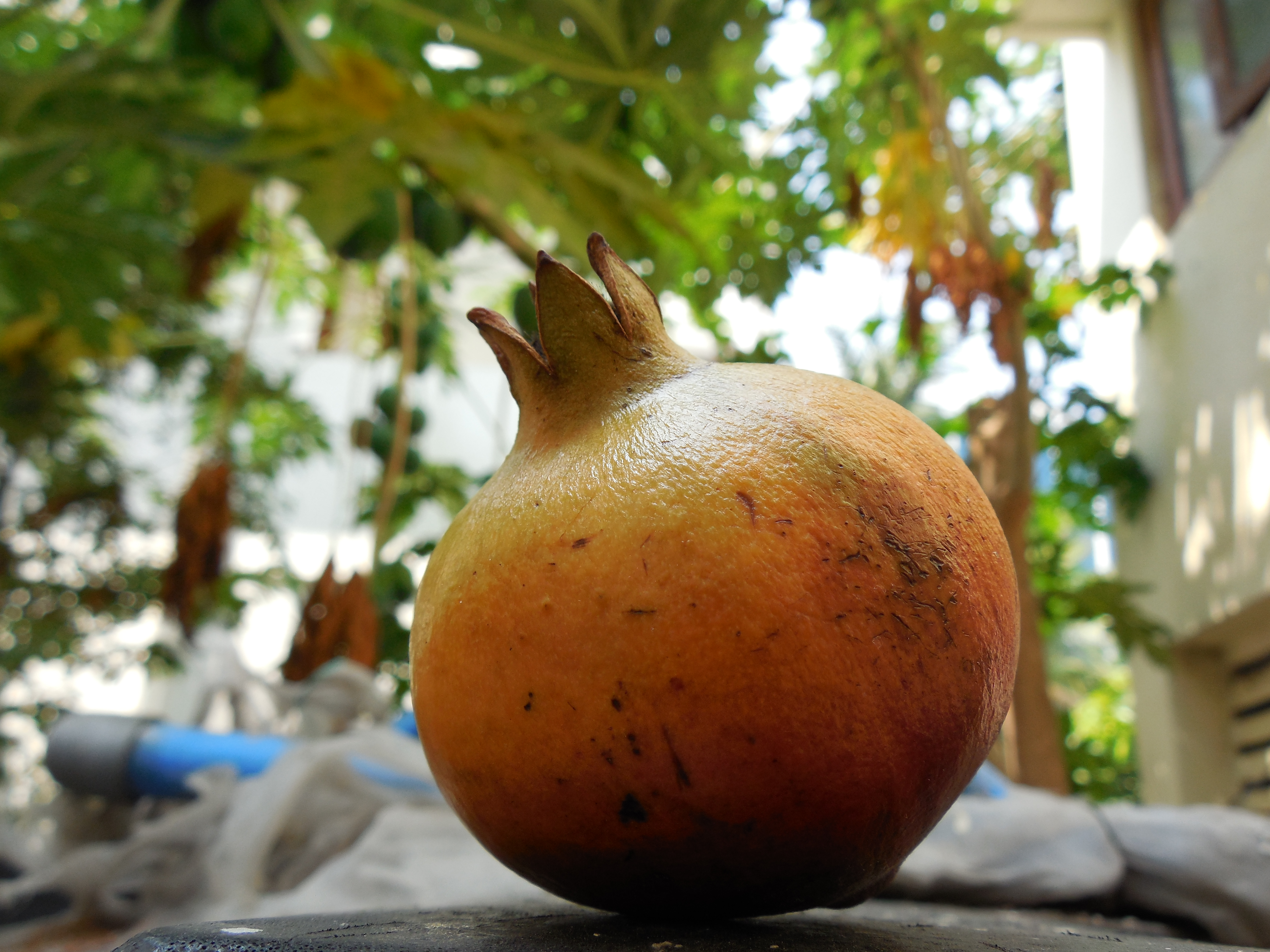
Grenade

### Fruits à noyau
Pour la saison 2013-2014, la production a atteint 55 675 quintaux d'abricots, 72 166 quintaux de pêches, 37 830 quintaux de prunes et 260 quintaux de cerises.

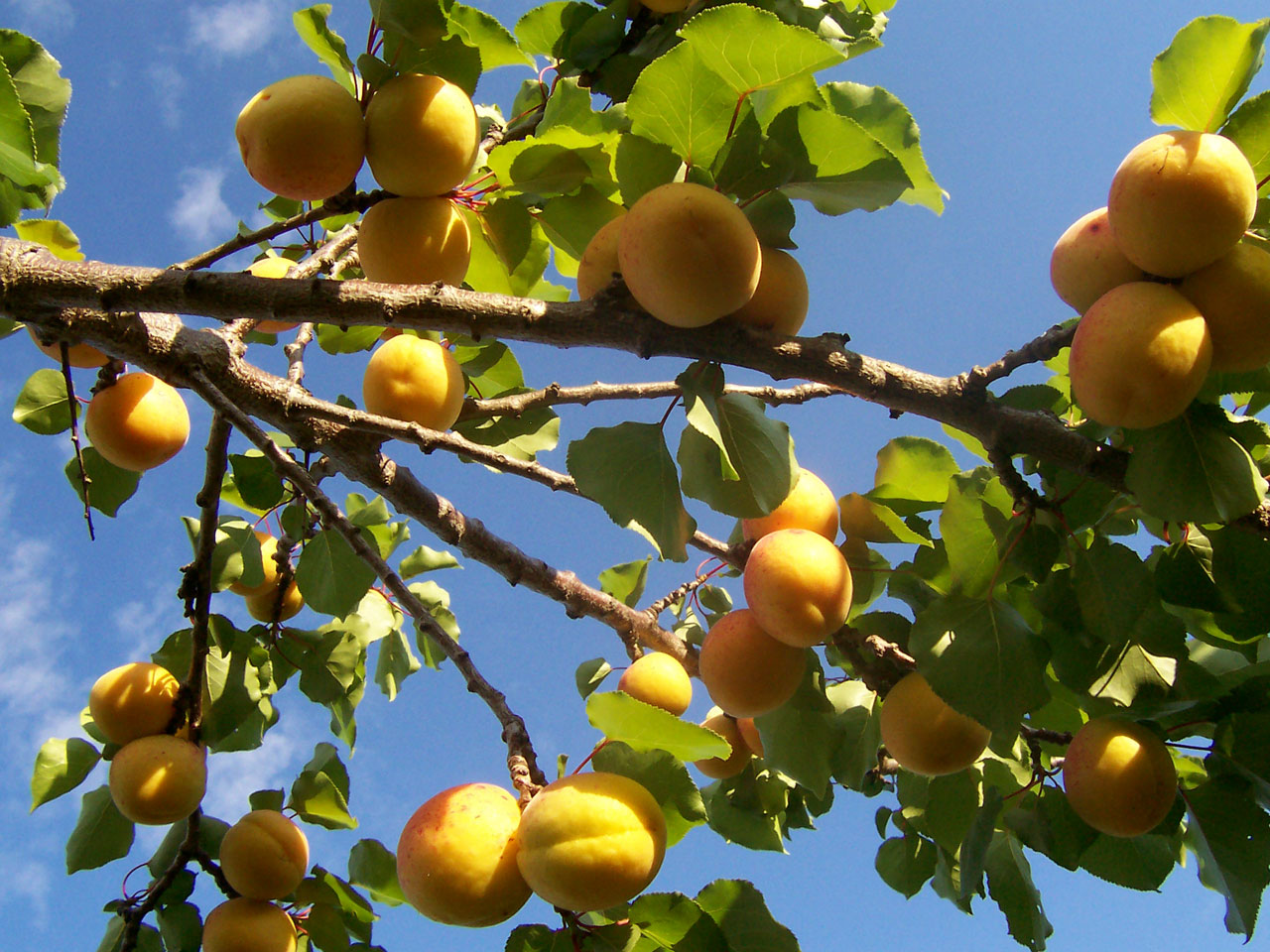
Abricots
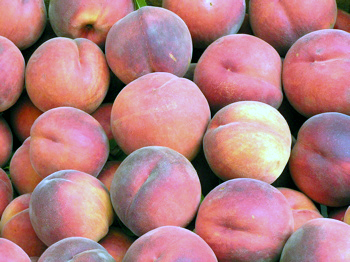
Pêches
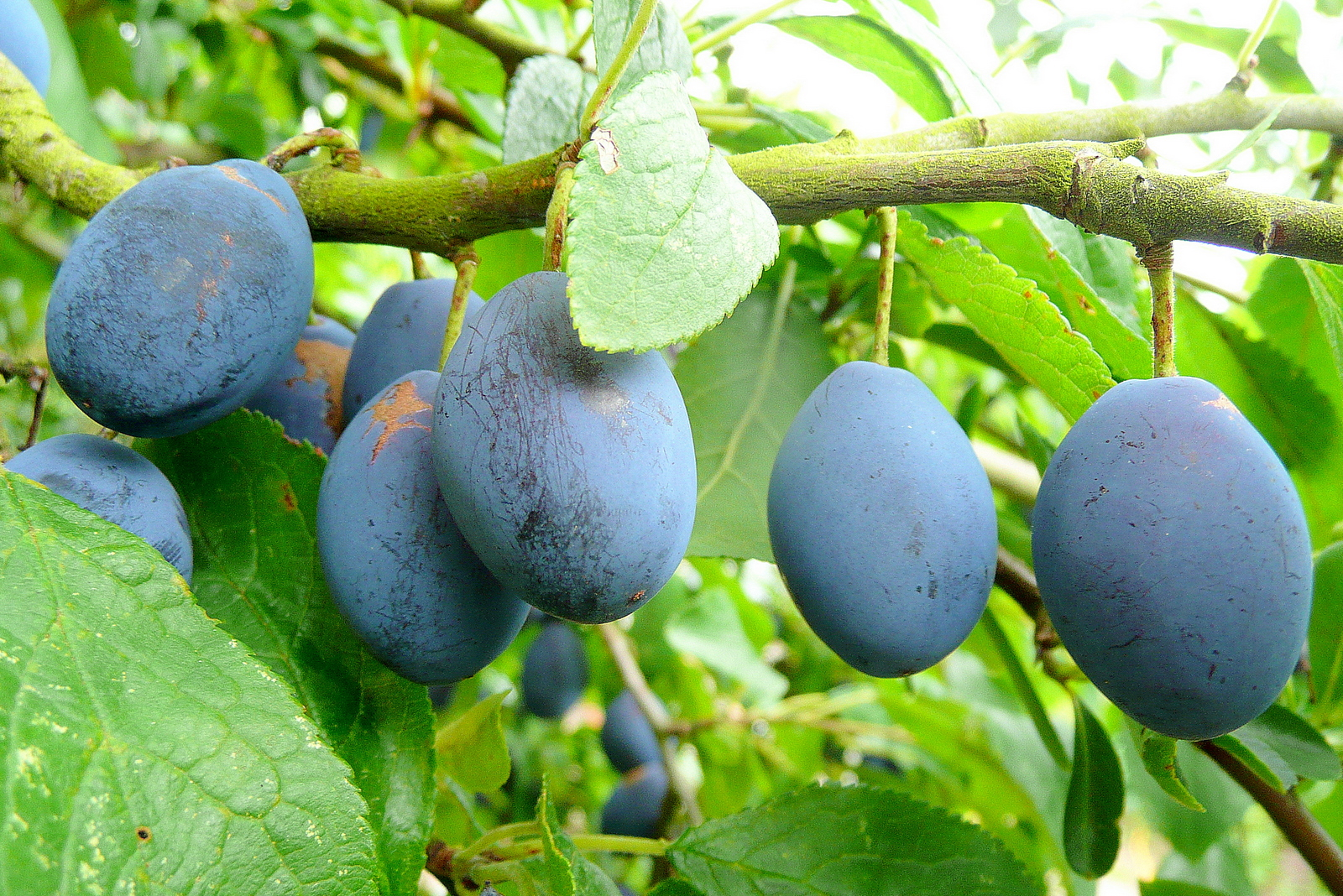
Prunes
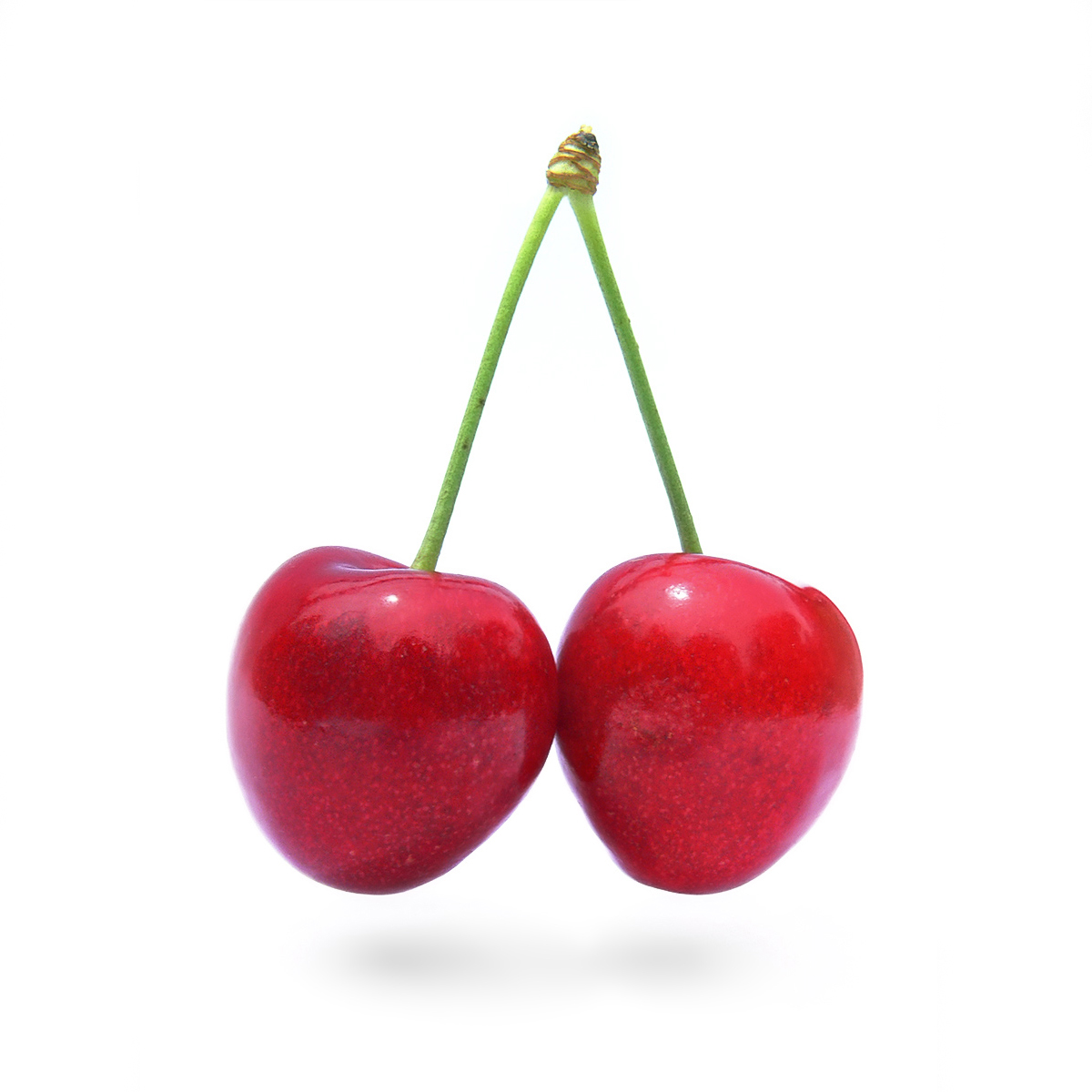
Cerises

### Fruits rustiques
Pour la saison 2013-2014, la production a atteint 55 192 quintaux de figues, 165 quintaux d'amandes et 3 106 quintaux de caroubes.

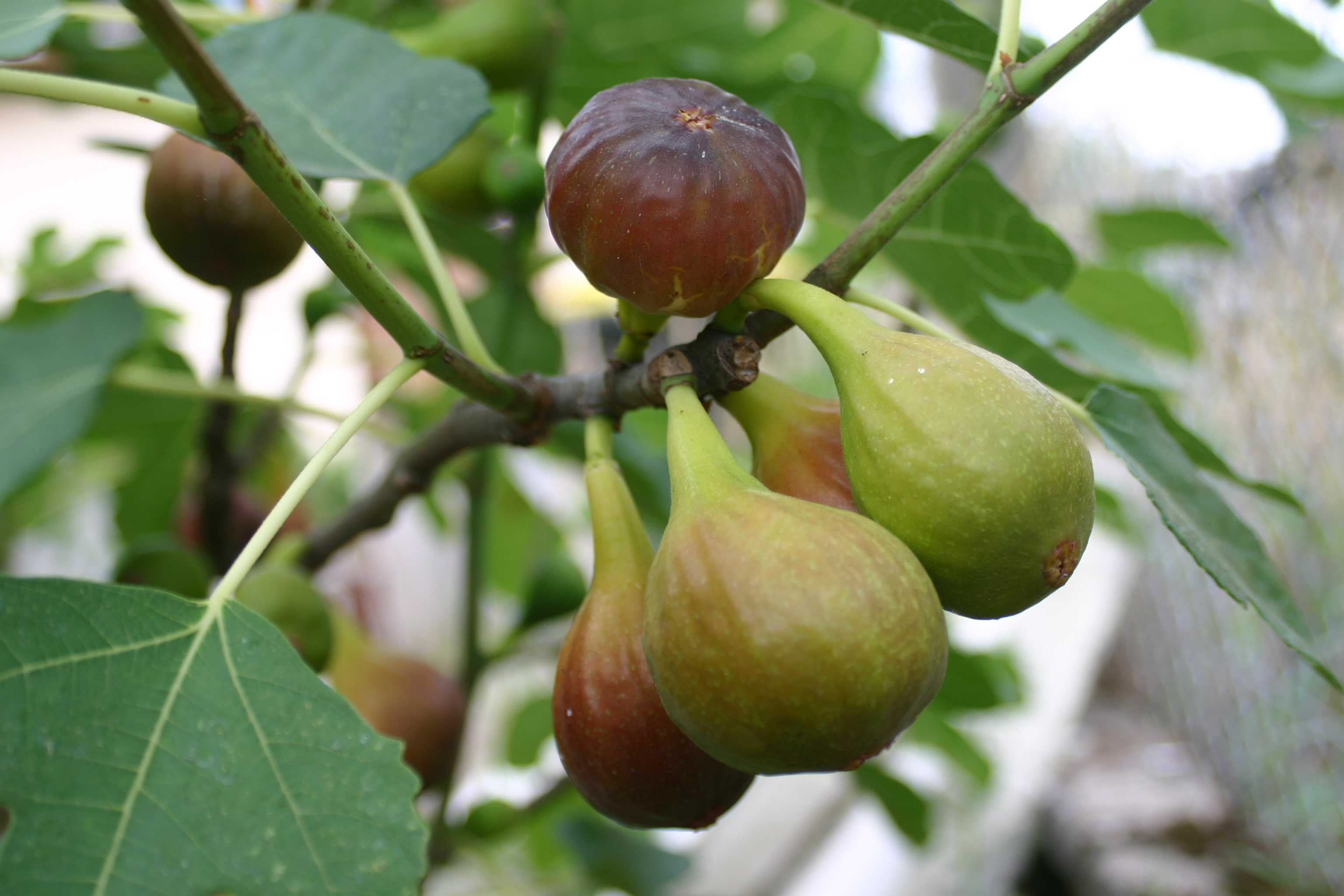
Figues
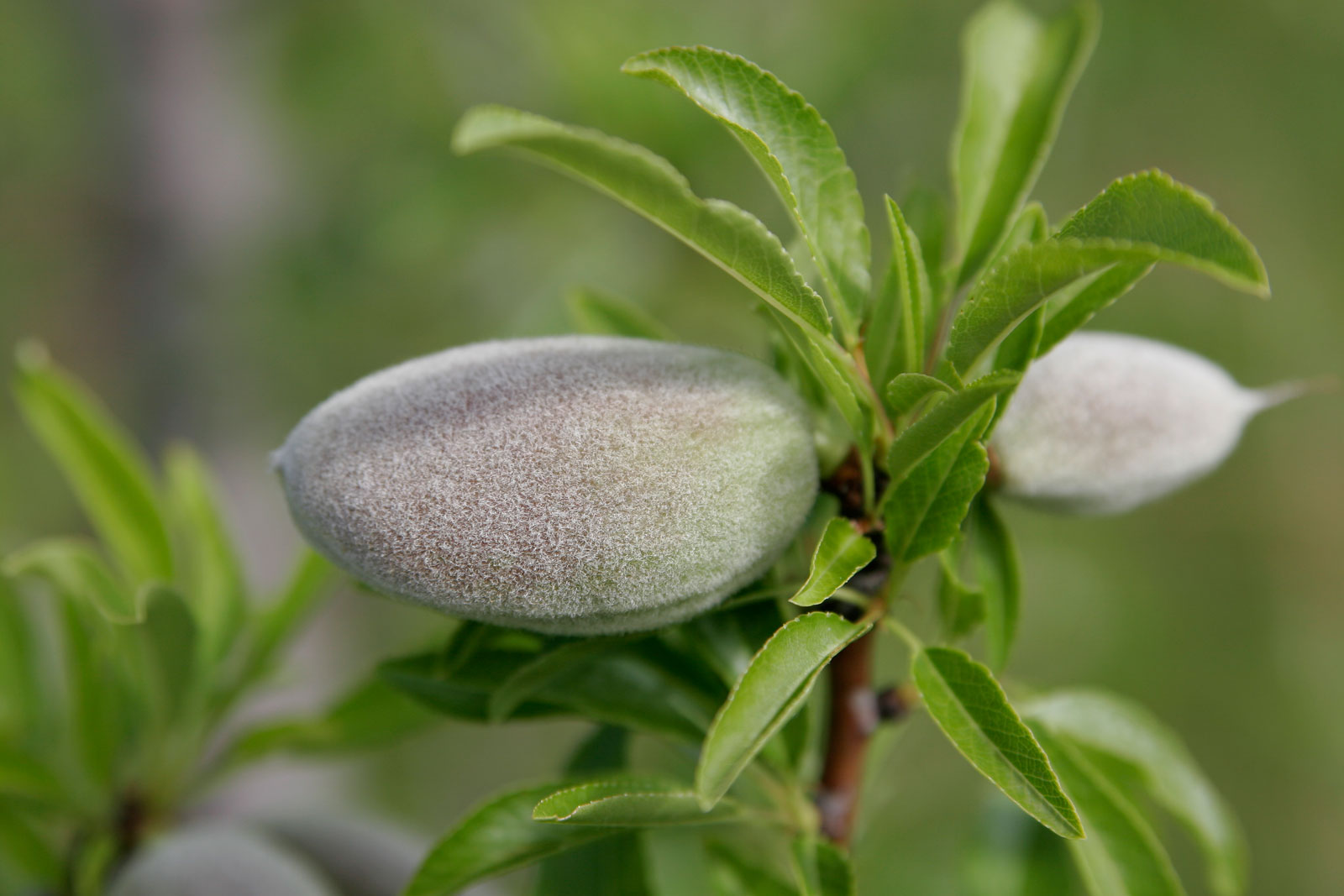
Amandes
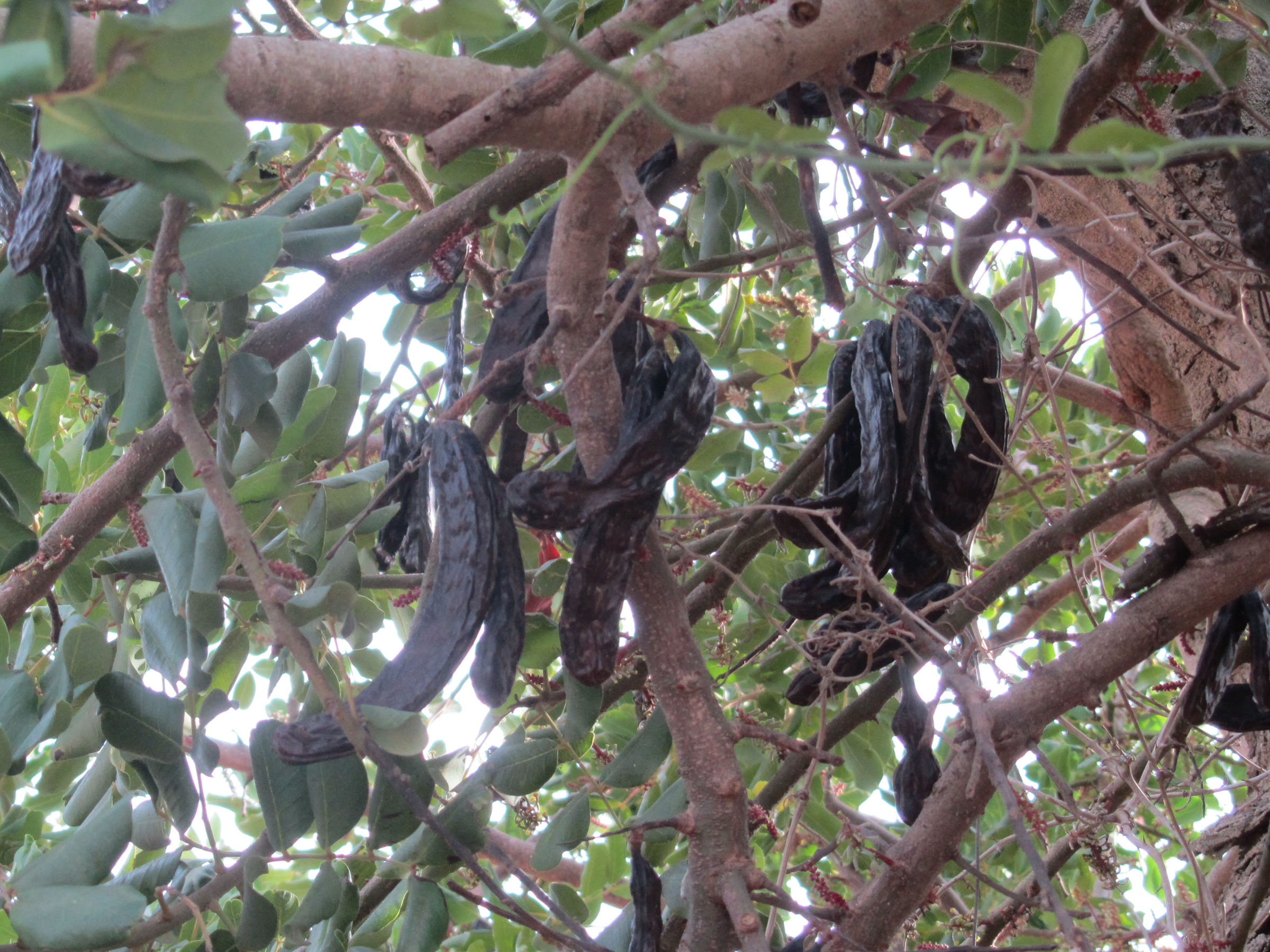
Caroubes

### Fruits sauvages

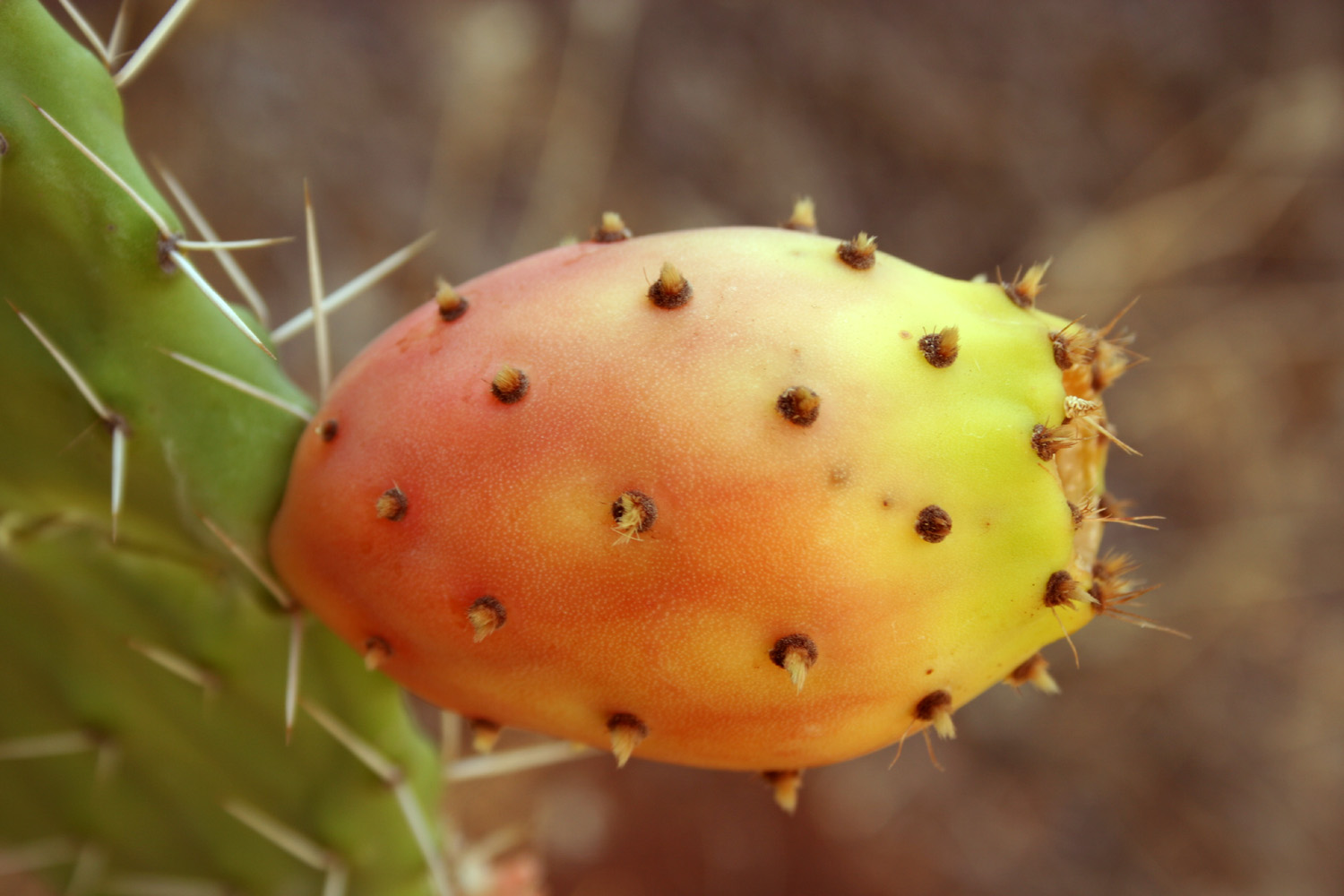
Figue de Barbarie.

Il s'agit des figues de Barbarie, glands de chênes, myrtilles, arbouses et framboises.

## Céréaliculture

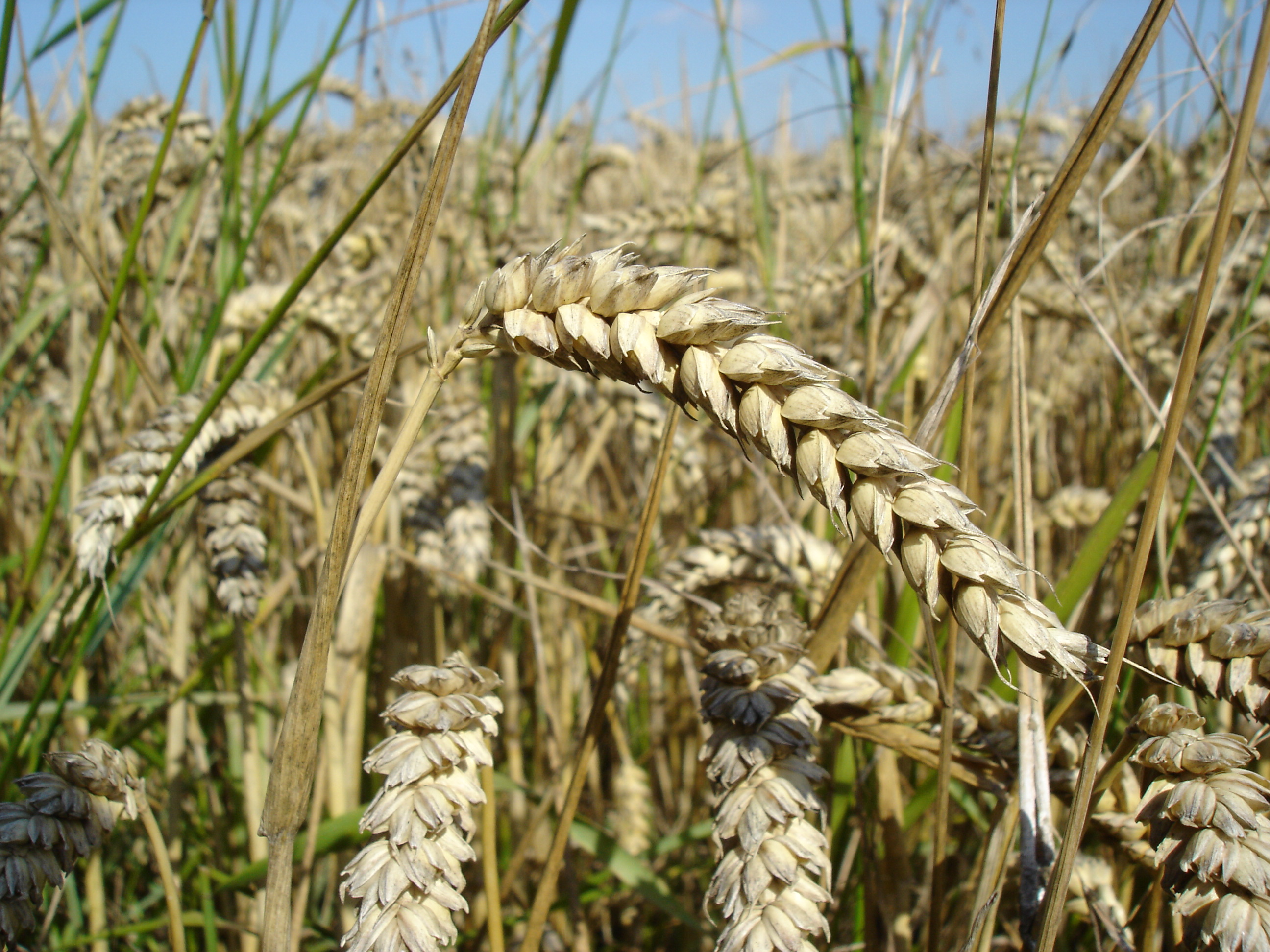
Épis de blé.

Durant la campagne 2008, la récolte céréalière dans la wilaya de Boumerdès avait donné 55 045 quintaux de céréales, dont 23 620 quintaux de blé dur, 24 250 quintaux de blé tendre, 5 355 quintaux d’orge et 1 820 quintaux d’avoine.
En 2009, les plaines entourant le col des Béni Aïcha, sur une superficie emblavée de 5 230 hectares, ont permis l'exploitation d'une superficie ensemencée dépassant les 5 230 hectares dont 1 242 hectares ont été destinés pour la semence et 3 988 hectares pour la consommation.
La C.C.L.S. de Thénia, en plus de celles de Tadmaït et Draâ Ben Khedda, accorde des facilitations aux céréaliculteurs de la région des Béni Aïcha pour l’acheminement de leur récolte vers les trois points de la collecte des céréales qui sont prévus pour une capacité de 210 000 quintaux.
En 2010, les producteurs céréaliers autour de Thénia avaient bénéficié d’un nouveau point de collecte et de stockage, d’une capacité de plus de 180 000 quintaux, relevant de la C.C.L.S. de Draâ Ben Khedda.
Les prévisions établies pour l'été 2010 étaient de 164 000 quintaux de céréales récoltés, dont 81 800 de blé dur, 61 700 de blé tendre, 15 600 quintaux d’orge et 4 900 quintaux d’avoine.
Pour la moisson de l'été 2011, les plaines autour de Thénia avaient bénéficié d'une extension de la surface d’emblavement céréalier durant la campagne de labours-semailles évaluée à 1 500 hectares en passant de 6 500 à 8 000 hectares.
Une récolte de moins de 150 000 quintaux était prévue durant l'été 2011, contre le pic de 160 000 quintaux en 2010, dans les plaines céréalières autour de Thénia, contre un objectif de 185 000 quintaux fixé par le contrat de performance de la Wilaya de Boumerdès qui était attendu par sa direction des services agricoles.
Cette production estivale attendue en 2011 était répartie à raison de plus de 75 000 quintaux de blé dur, plus de 55 000 quintaux de blé tendre, 15 000 quintaux d'orge et 5 000 quintaux d'avoine.
La saison 2011-2012 avait effectivement exploité une superficie de 7 600 hectares qui ont été réservés à la céréaliculture, dont 3 632 hectares emblavés sont destinés au blé dur, 1 794 hectares au blé tendre, 776 hectares à l’orge et 298 hectares à l’avoine.
Durant l'été 2012, la campagne de moisson-battage avait permis de récolter une superficie de plus de 6 500 hectares, avec une production de 184 000 quintaux de céréales, tous types confondus, contre 143 620 quintaux en 2009/2010 et 138 700 quintaux en 2010/2011,.
La production céréalière durant l'été 2013 était attendue à environ 220 000 quintaux, répartis à raison de plus de 120 000 quintaux pour le blé dur, 70 000 quintaux pour le blé tendre, 20 000 quintaux pour l'orge et près de 200 quintaux pour l'avoine.
|     | Saison    | Blé dur  | Blé tendre | Orge     | Avoine   | Total    |
| 1er | 2007-2008 | 23 620   | 24 250     | 5 355    | 1 820    | 55 045   |
| 2e  | 2008-2009 | 60 718   | 34 034     | 11 810   | 1 976    | 108 538  |
| 3e  | 2009-2010 | 81 800   | 61 700     | 15 600   | 4 900    | 143 620  |
| 4e  | 2010-2011 | 75 000   | 55 000     | 15 000   | 5 000    | 138 700  |
| 5e  | 2011-2012 | 98 334   | 63 194     | 16 780   | 5 775    | 178 308  |
| 6e  | 2012-2013 | 120 000  | 70 000     | 20 000   | 200      | 220 000  |
| 7e  | 2013-2014 |          |            |          |          |          |
| 8e  | 2014-2015 | En cours | En cours   | En cours | En cours | En cours |

L'histogramme suivant montre la croissance de la production céréalière (en quintaux) de la wilaya de Boumerdès.
- Blé dur
- Blé tendre
- orge
- Avoine
- Total

## Culture maraîchère

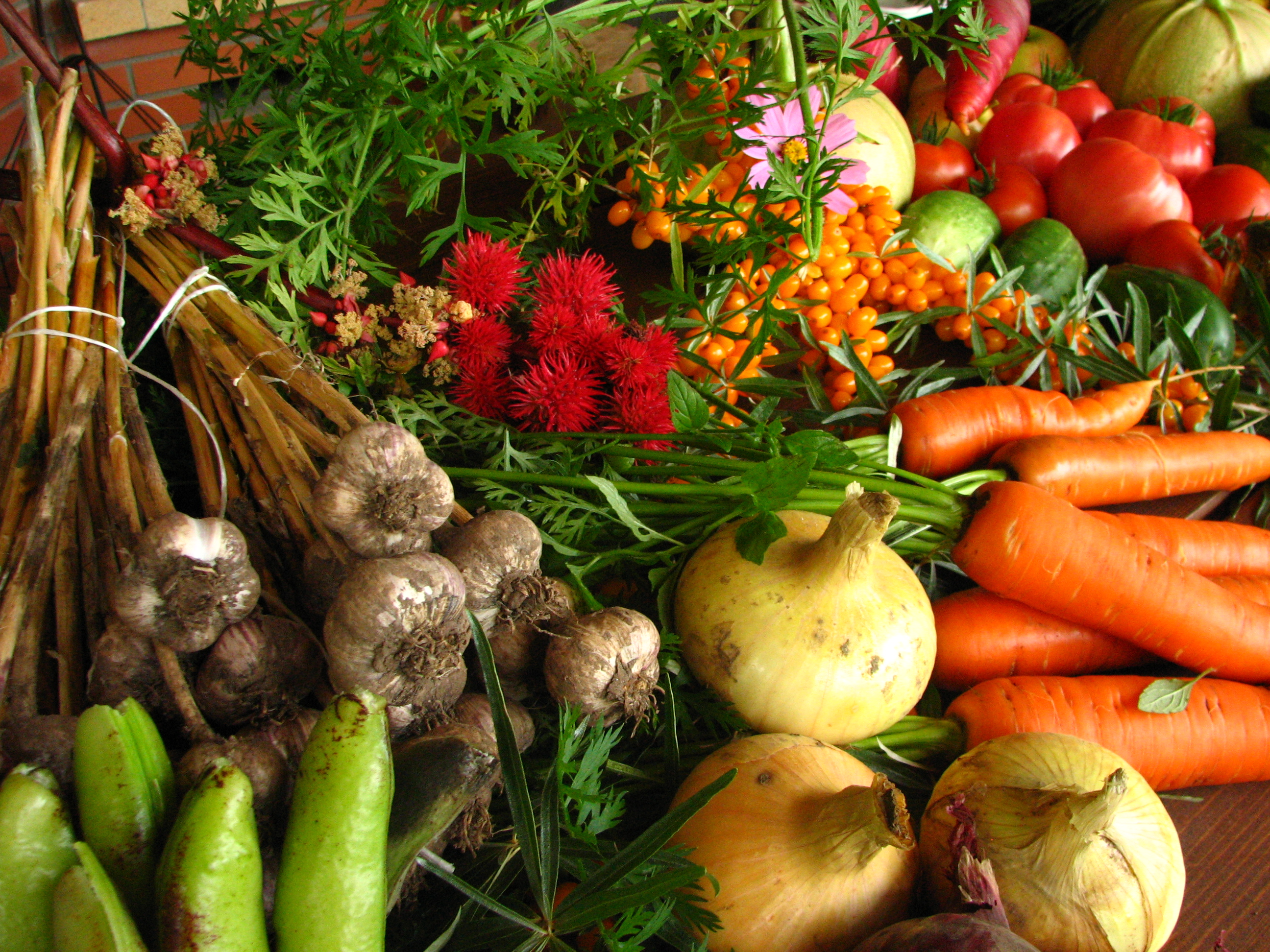
Légumes de culture maraîchère

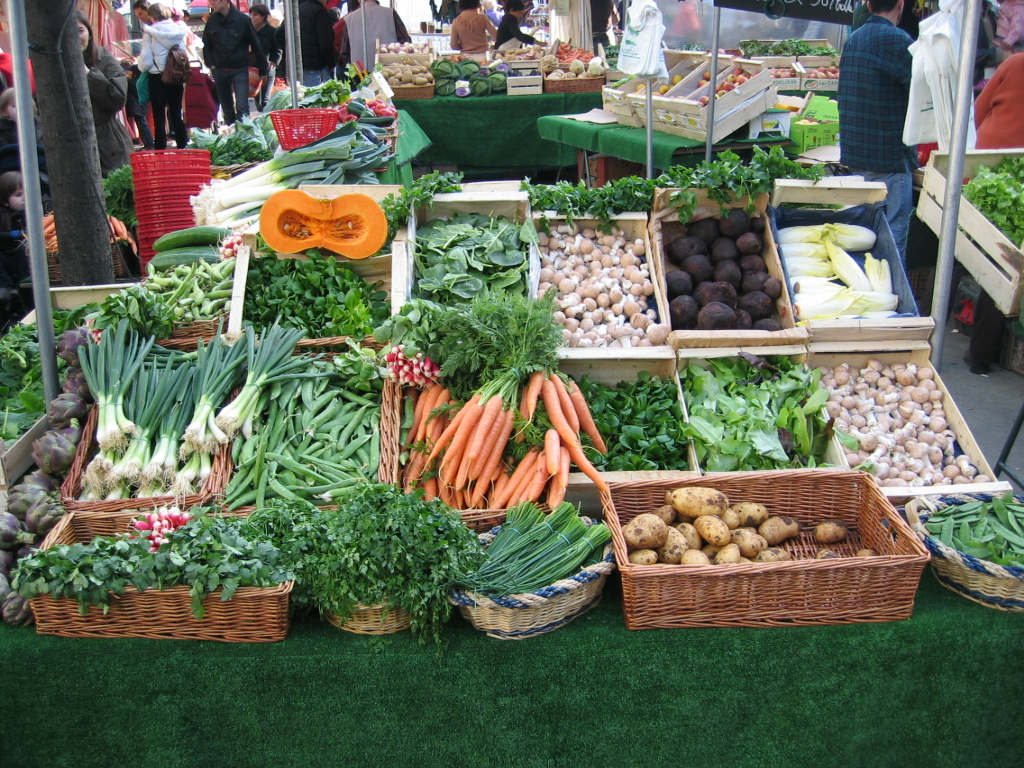
Légumes de culture maraîchère

L'agriculture maraîchère est la culture de légumes, de certains fruits, de certaines fines herbes et fleurs à usage alimentaire, de manière professionnelle, c'est-à-dire dans le but d'en faire un profit ou simplement d'en vivre, ce qui la distingue du jardinage.
C'est une source importante d'aliments et de revenus dans les milieux paysans et ruraux.
Étant une culture saisonnière et non saisonnière par excellence, le maraîchage est ainsi devenu une activité de grande envergure autour de Thénia, où plusieurs milliers de personnes s’y adonnent.
La culture maraîchère autour de Thénia des Béni Aïcha se concentre sur l’aubergine, la pomme de terre, l’oignon, la tomate, le piment, le poivron et les cultures sous serres.
Durant la saison 2010-2011, la région de Basse Kabylie s'est distinguée par sa culture maraîchère avec 6 415 000 quintaux récoltés.

### Pomme de terre

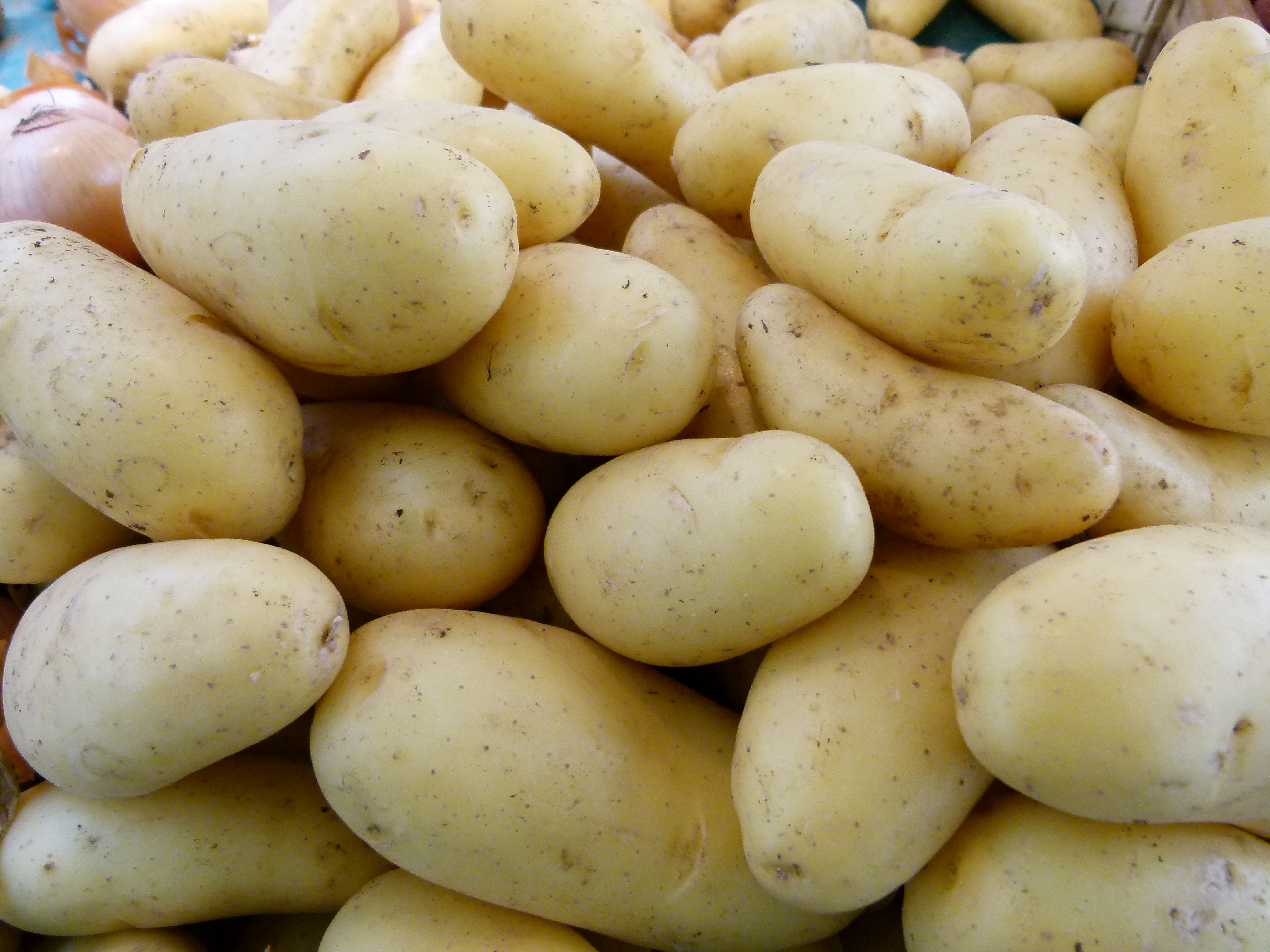
Pomme de terre

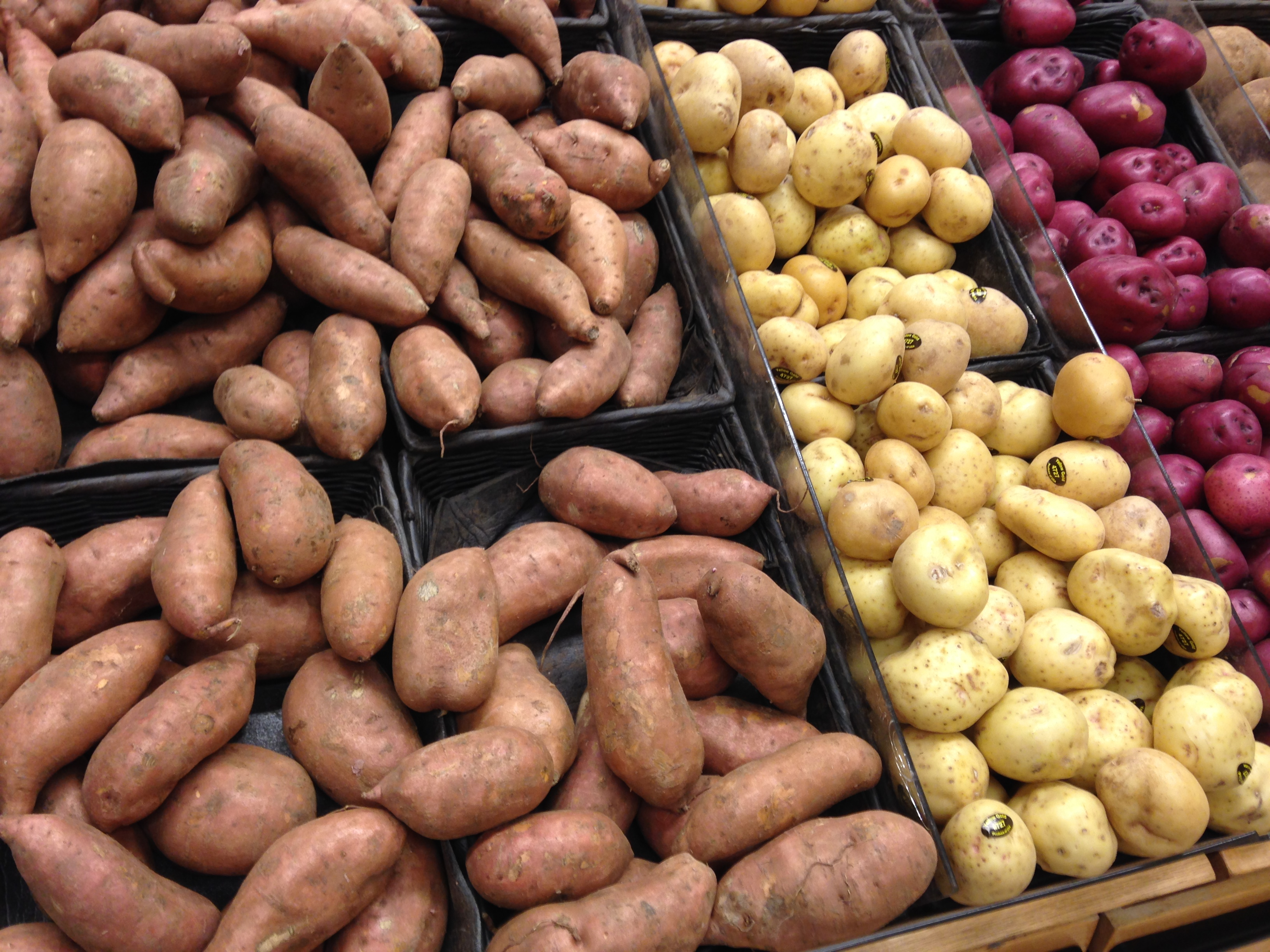
Pomme de terre

Les terres agricoles de la wilaya de Boumerdès permettent la production de dizaines de milliers de tonnes de pomme de terre.
Ainsi, la pomme de terre (hors saison, précoce, saisonnière et de semence) y est produite sur des milliers d'hectares.
|     | Saison    | Superficie de pomme de terre précoce (hectares) | Pomme de terre précoce (tonnes) | Superficie de pomme de terre non saisonnière (hectares) | Pomme de terre non saisonnière (tonnes) | Superficie de pomme de terre saisonnière (hectares) | Pomme de terre saisonnière (tonnes) | Superficie de pomme de terre de semence (hectares) | Pomme de terre de semence (tonnes) |
| 1er | 2006-2007 |                                                 |                                 |                                                         |                                         |                                                     |                                     | 166                                                | 3 300                              |
| 2e  | 2007-2008 |                                                 |                                 | 300                                                     |                                         | 1 300                                               | 30 000                              | 166                                                | 3 300                              |
| 3e  | 2008-2009 |                                                 |                                 | 900                                                     | 23 000                                  | 1 300                                               | 44 800                              | 166                                                | 3 300                              |
| 4e  | 2009-2010 |                                                 |                                 | 260                                                     | 7 000                                   | 1 100                                               | 40 000                              |                                                    |                                    |
| 5e  | 2010-2011 | 1 200                                           | 32 000                          |                                                         | 9 000                                   | 1 500                                               | 50 000                              | 150                                                | 5 000                              |
| 6e  | 2011-2012 | 1 300                                           | 40 000                          | 320                                                     | 10 000                                  | 1 400                                               | 45 000                              | 40                                                 | 1 200                              |
| 7e  | 2012-2013 | 1 500                                           | 45 000                          | 350                                                     | 12 000                                  |                                                     |                                     |                                                    | 7 000                              |
| 8e  | 2013-2014 |                                                 |                                 |                                                         |                                         | 2 000                                               | 50 000                              |                                                    |                                    |
| 9e  | 2014-2015 | En cours                                        | En cours                        | En cours                                                | En cours                                | En cours                                            | En cours                            | En cours                                           | En cours                           |

L'histogramme suivant montre la croissance de la production de pomme de terre (en tonnes) dans la wilaya de Boumerdès.
- Pomme de terre précoce
- Pomme de terre hors saison
- Pomme de terre saisonnière
- Pomme de terre de semence
- Total

### Tomate

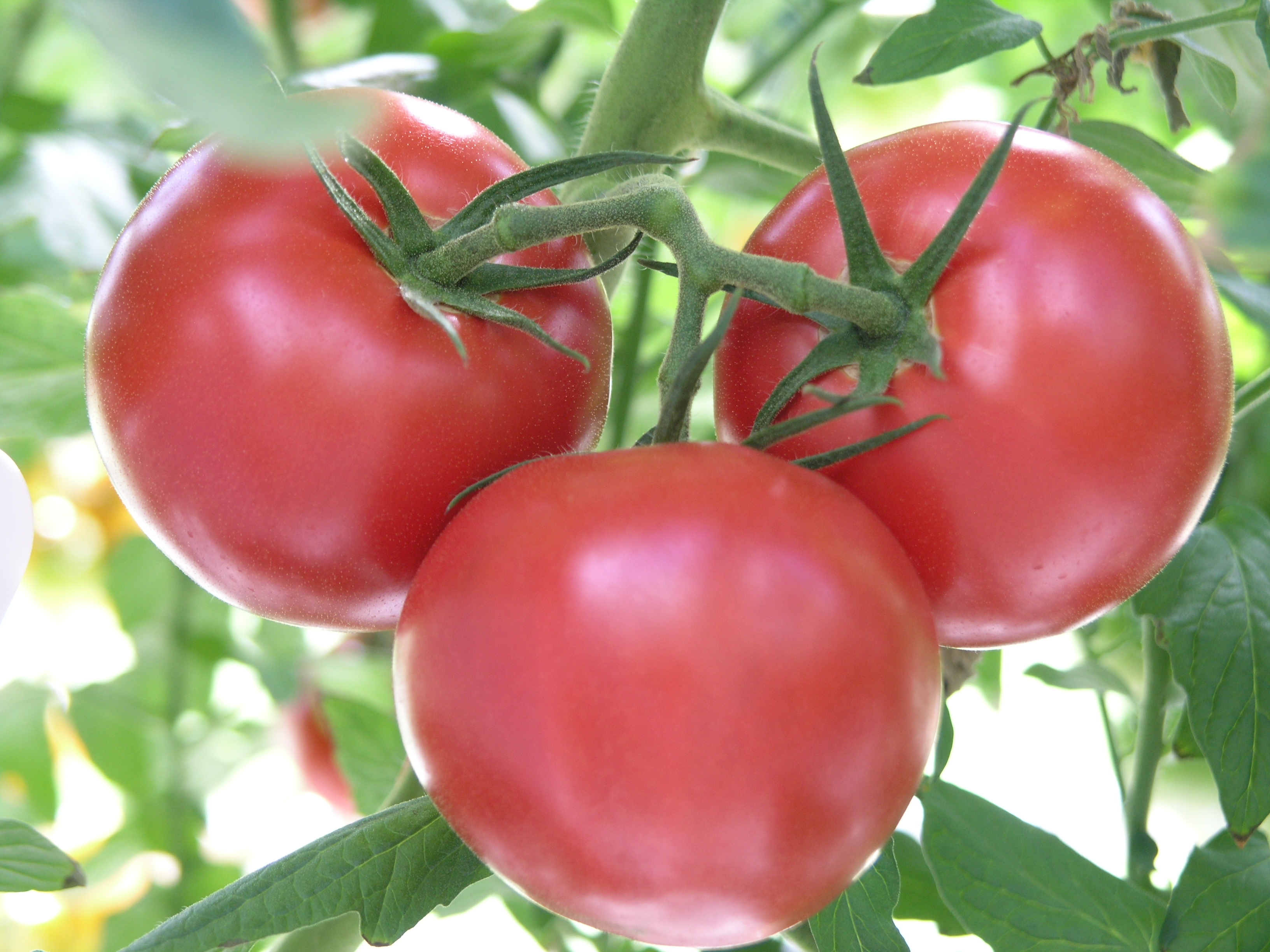
Tomate fraîche (plein champ).

Les terres fertiles de la wilaya de Boumerdès permettent la production de la tomate de saison (fraîche, plein champ), de la tomate industrielle et de la tomate sous serre (d'avant-saison, de saison et d'après-saison).
|  | Saison    | Tomate de saison (hectares) | Tomate de saison (tonnes) | Tomate industrielle (hectares) | Tomate industrielle (tonnes) | Tomate sous serre d'avant-saison (hectares) | Tomate sous serre d'avant-saison (tonnes) | Tomate sous serre de saison (hectares) | Tomate sous serre de saison (tonnes) | Tomate sous serre d'après-saison (hectares) | Tomate sous serre d'après-saison (tonnes) |
|  | 2007-2008 |                             |                           | 550                            | 22 000                       |                                             |                                           |                                        |                                      |                                             |                                           |
|  | 2008-2009 | 200                         | 7 000                     | 600                            | 36 000                       |                                             |                                           |                                        |                                      |                                             |                                           |
|  | 2009-2010 | 400                         | 16 000                    |                                | 10 500                       | 90                                          |                                           | 300                                    | 9 000                                | 100                                         | 4 000                                     |
|  | 2010-2011 | 600                         |                           | 320                            |                              |                                             |                                           | 80                                     |                                      |                                             |                                           |

## Oléiculture

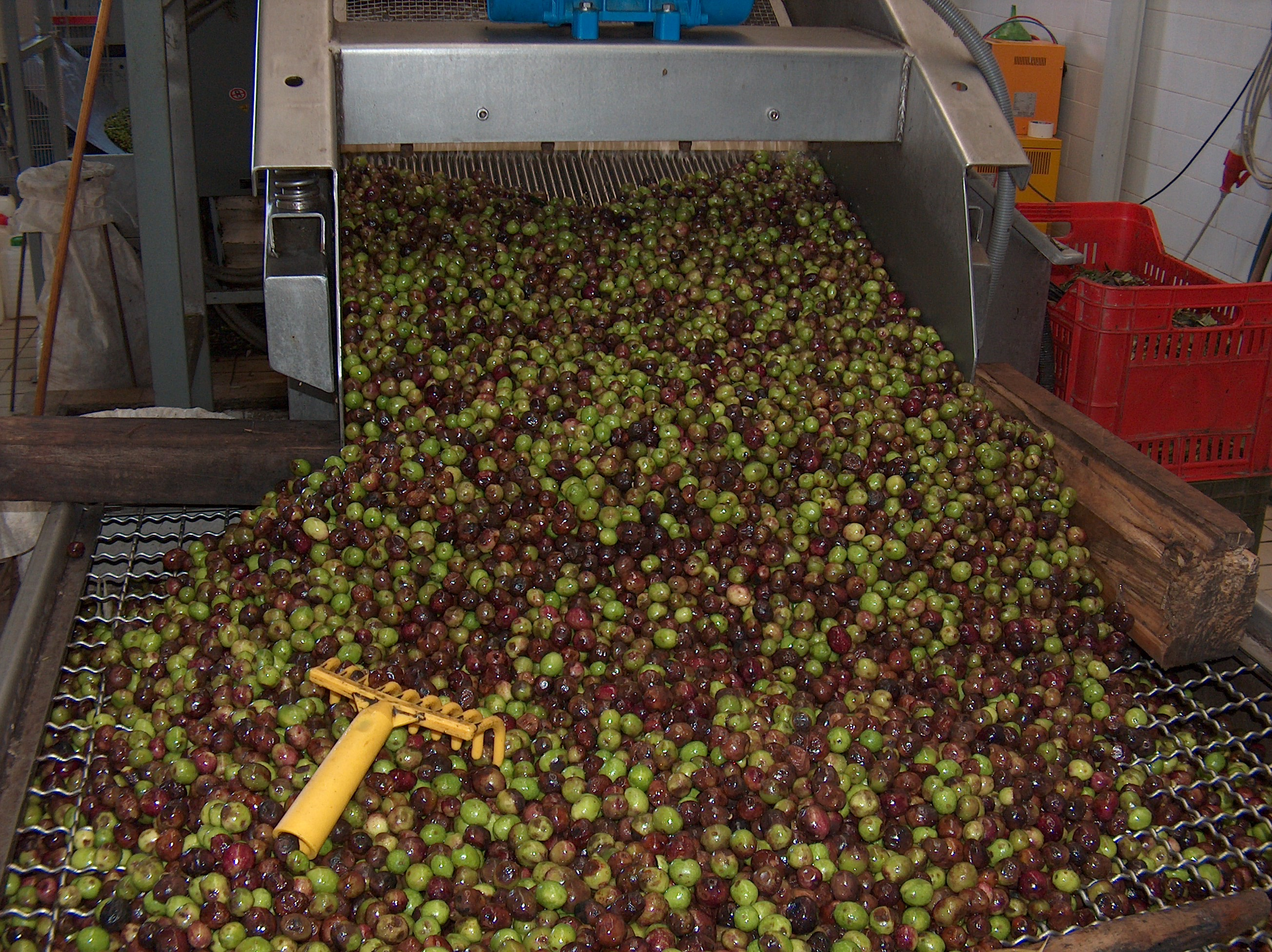
Olives dans l'huilerie.

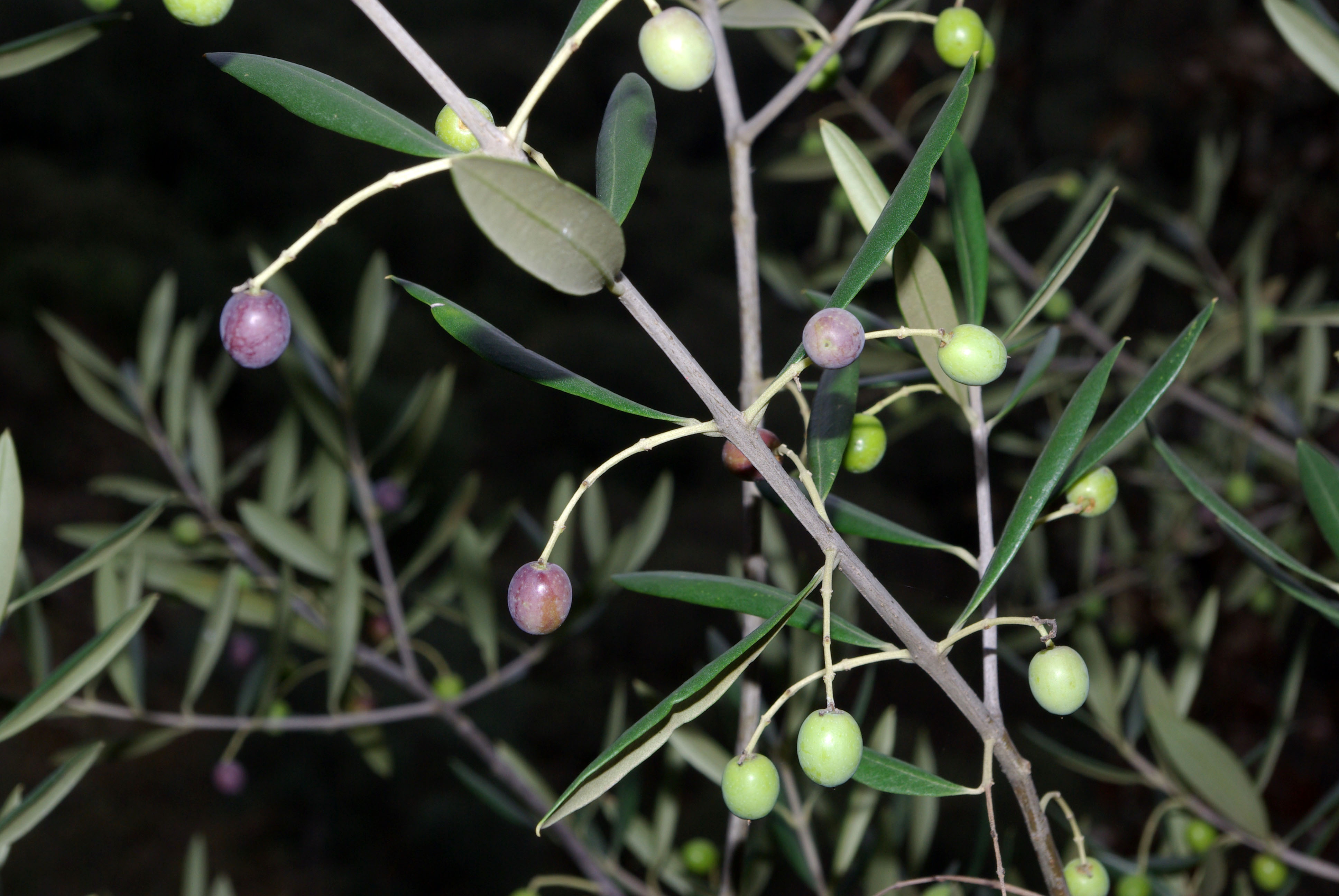
Olives de Thénia

La wilaya de Boumerdès compte 39 huileries, dont les principales se situent dans la daïra de Thénia et ses communes, Béni Amrane, Ammal, Thénia et Souk el Had.
Ces 39 huileries se départagent en 5 huileries automatiques, 13 huileries semi-automatiques et 21 huileries traditionnelles pour la production d'huile d'olive.
Dans la région de Thénia, un quintal d'olives peut donner normalement entre 9 et 26 litres d'huile.
La région de Thénia a produit 9 498 hectolitres d’huile d’olive en 2006-2007, pour une cueillette de 62 100 quintaux d’olives.
La production attendue d'huile d'olive en 2008-2009 n'a pas dépassé les 20 000 d'hectolitres, contre 80 000 d'hectolitres en 2007-2008.
La production oléicole de la saison 2008-2009, qualifiée de catastrophique, était de 36 971 quintaux et de 6 655 hectolitres.
La production attendue durant l'hiver 2009-2010 était de 142 000 quintaux à travers la collecte des 39 huileries en exercice.
La saison de l'hiver 2010-2011 s’annonçait bonne et les prévisions avancées étaient de l’ordre de 139 650 quintaux d’olives et une production de 8 728 hectolitres d’huiles.
La production d'huile d'olive avait enregistré durant l'hiver 2011-2012 un volume de 7 000 hectolitres.
La production de d'huile d'olive a dépassé en hiver 2012-2013 les 32 700 hectolitres au niveau des 39 huileries.
Il est à rappeler qu’au cours de cette même saison 2012-2013, la cueillette d’olive avait été estimée à 163 500 quintaux.
Pour la campagne oléicole 2013/2014, la production prévue était de plus de 161 000 quintaux d’olives de table, dite «la Sigoise», et une production d’huile de 29 000 hectolitres.
|     | Année     | Vergers d'oliviers (hectares) | Nombre d'oliviers | Rendement (quintaux par hectare) | Quantité d'olives (quintaux) | Rendement (litres par quintal) | Volume d'huile d'olive (hectolitres) | Nombre d'huileries |
| 1er | 2006-2007 |                               |                   |                                  | 62 100                       | 23                             | 9 498                                |                    |
| 2e  | 2007-2008 |                               |                   |                                  | 1 000 000                    | 16                             | 80 000                               |                    |
| 3e  | 2008-2009 | 6 070                         |                   | 18                               | 36 971                       | 19                             | 5 946                                | 39                 |
| 4e  | 2009-2010 | 6 210                         | 620 000           | 10                               | 139 650                      | 9                              | 8 728                                |                    |
| 5e  | 2010-2011 | 6 650                         | 688 000           | 20                               | 140 000                      | 18                             | 7 000                                | 39                 |
| 6e  | 2011-2012 | 6 722                         | 672 200           |                                  | 142 000                      | 16                             | 50 000                               |                    |
| 7e  | 2012-2013 | 6 800                         | 680 350           |                                  | 163 500                      | 25                             | 32 700                               |                    |
| 8e  | 2013-2014 | 7 500                         | 753 515           | 24                               | 49 000                       | 18                             | 90 000                               | 39                 |
| 9e  | 2014-2015 | En cours                      | En cours          | En cours                         | En cours                     | En cours                       | En cours                             | 39                 |

L'histogramme suivant montre la variation de la production oléicole (en quintaux et en hectolitres) de la wilaya de Boumerdès.
- Olives (quintaux)
- Huile d'olive (hectolitres)

## Coopérative des céréales et légumes secs (C.C.L.S.)
La coopérative des céréales et légumes secs (C.C.L.S.) de Thénia offre des moyens techniques aux fellahs de la région des Béni Aïcha.
Ainsi, la C.C.L.S. permet de gérer la production céréalière de la région de Thénia, qui atteint des dizaines de milliers de quintaux de blé dur, de blé tendre et d'orge.
Les rendements céréaliers importants réalisés au niveau de plusieurs exploitations agricoles autour de Thénia, atteignant parfois plus de 60 quintaux par hectare, trouvent dans la C.C.L.S. de Thénia un réceptacle pour aider les agriculteurs à mener à bien la campagne de moisson-battage.

## Apiculture

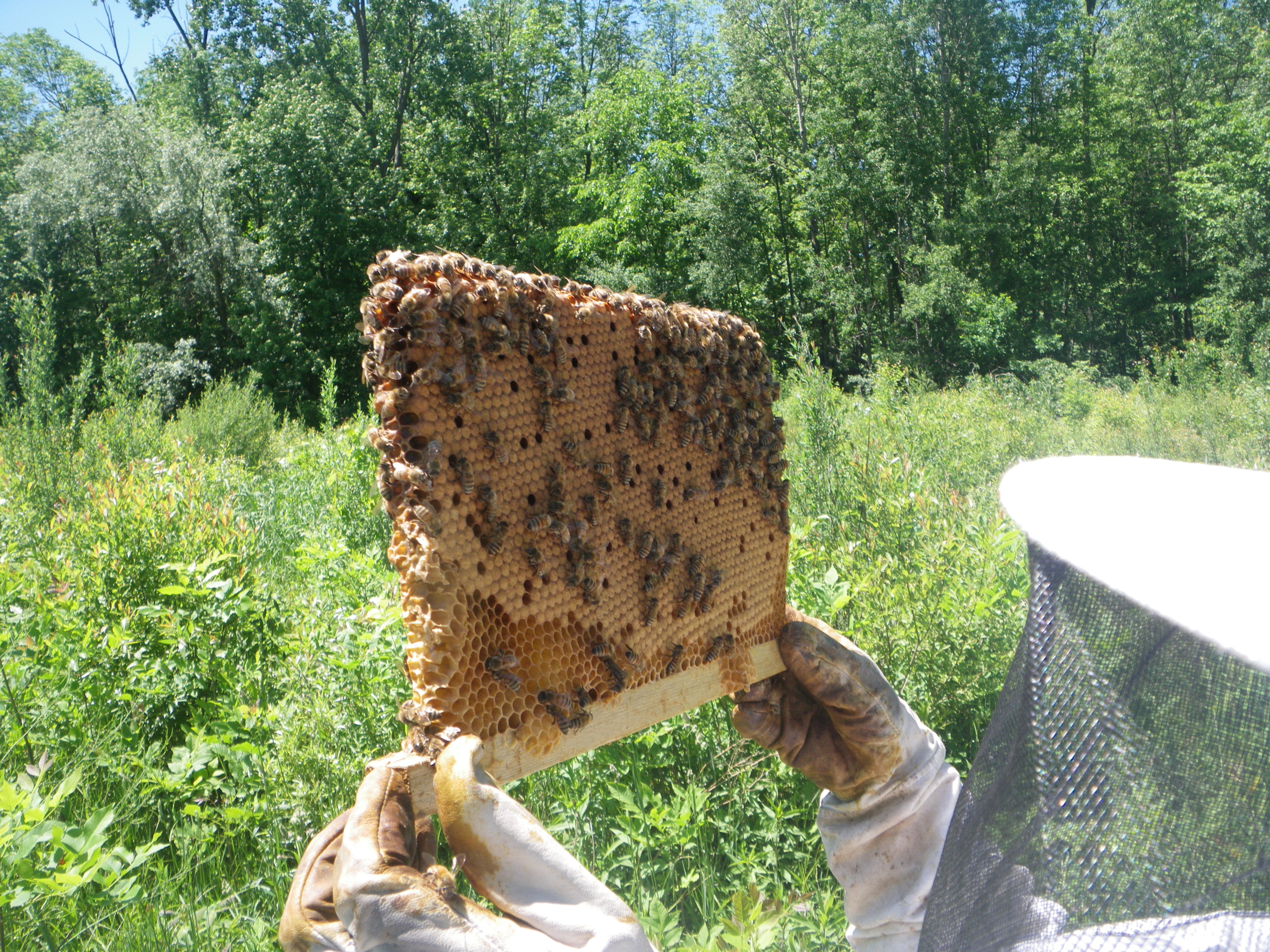
Inspection du couvain d'une ruche

La production mellifère de la wilaya de Boumerdès a enregistré une baisse sensible durant la saison 2013-2014, chutant de 190 tonnes en 2012-2013 à 160 tonnes en 2013-2014.
|     | Saison    | Quantité de Miel | Nombre de ruches | Nombre d'apiculteurs |
| 1er | 2005-2006 | 900              |                  |                      |
| 2e  | 2006-2007 | 565              |                  | 1 600                |
| 3e  | 2007-2008 | 204              | 28 700           | 1 660                |
| 4e  | 2008-2009 | 230              | 60 472           | 1 594                |
| 5e  | 2009-2010 | 200              | 60 000           |                      |
| 6e  | 2010-2011 | 100              | 70 000           |                      |
| 7e  | 2011-2012 | 90               |                  | 2 000                |
| 8e  | 2012-2013 | 190              | 70 000           | 2 200                |
| 9e  | 2013-2014 | 160              | 90 000           | 2 200                |
| 10e | 2014-2015 | En cours         | En cours         | En cours             |

## Élevage

### Viandes blanches (Volailles)

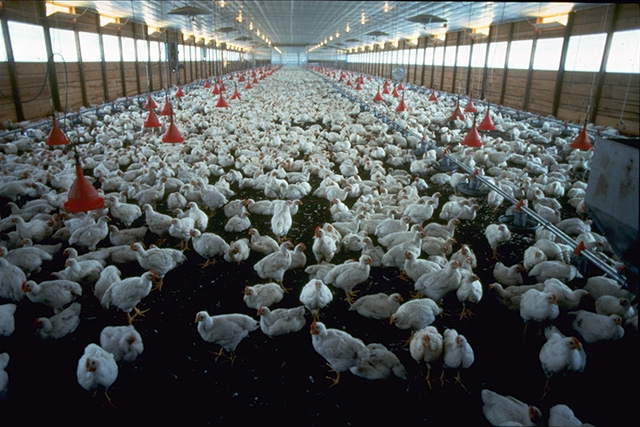
Élevage de poules

Durant l'année 2010, la wilaya de Boumerdès a produit des viandes blanches à raison de 104 185 quintaux.
|     | Année | Viandes blanches |
| 1er | 2010  | 104 185          |
| 2e  | 2011  |                  |
| 3e  | 2012  |                  |
| 4e  | 2013  | 128 134          |
| 5e  | 2014  | En cours         |

### Œufs
Durant l'année 2010, la wilaya de Boumerdès a produit 273 589 000 œufs.
|     | Année | Œufs        |
| 1er | 2008  | 281 904 000 |
| 2e  | 2009  | 235 340 000 |
| 3e  | 2010  | 273 589 000 |
| 4e  | 2011  |             |
| 5e  | 2012  |             |
| 6e  | 2013  | 254 792 550 |
| 7e  | 2014  | En cours    |

### Viandes rouges (Ovins et Bovins)

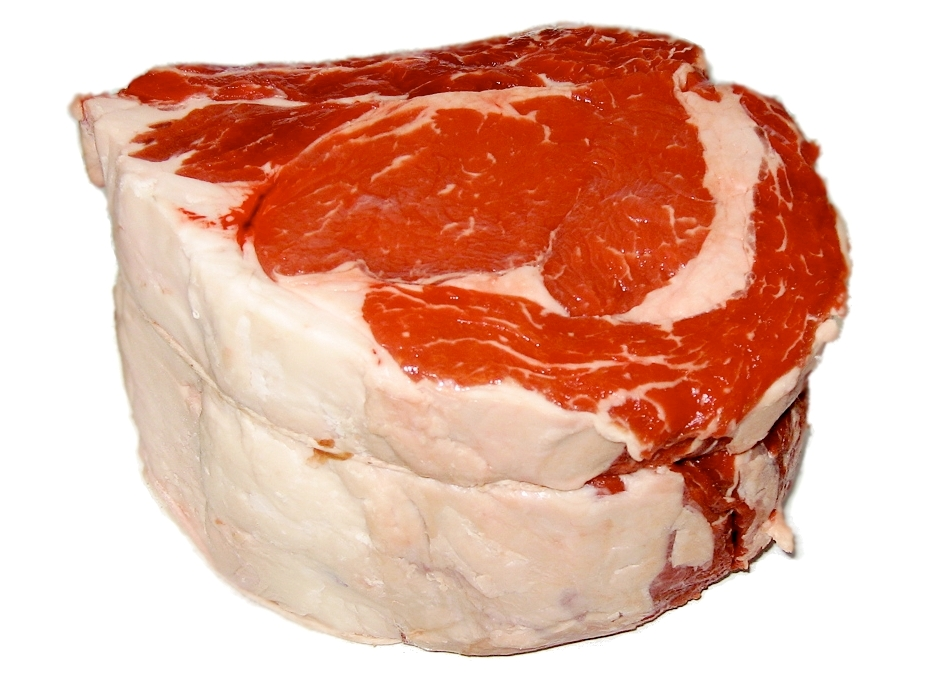
Viande bovine

Durant l'année 2010, la wilaya de Boumerdès a produit des viandes rouges à raison de 30 074 quintaux.
|     | Année | Viandes rouges |
| 1er | 2010  | 30 074         |
| 2e  | 2011  |                |
| 3e  | 2012  |                |
| 4e  | 2013  | 44 490         |
| 5e  | 2014  | En cours       |

### Lait

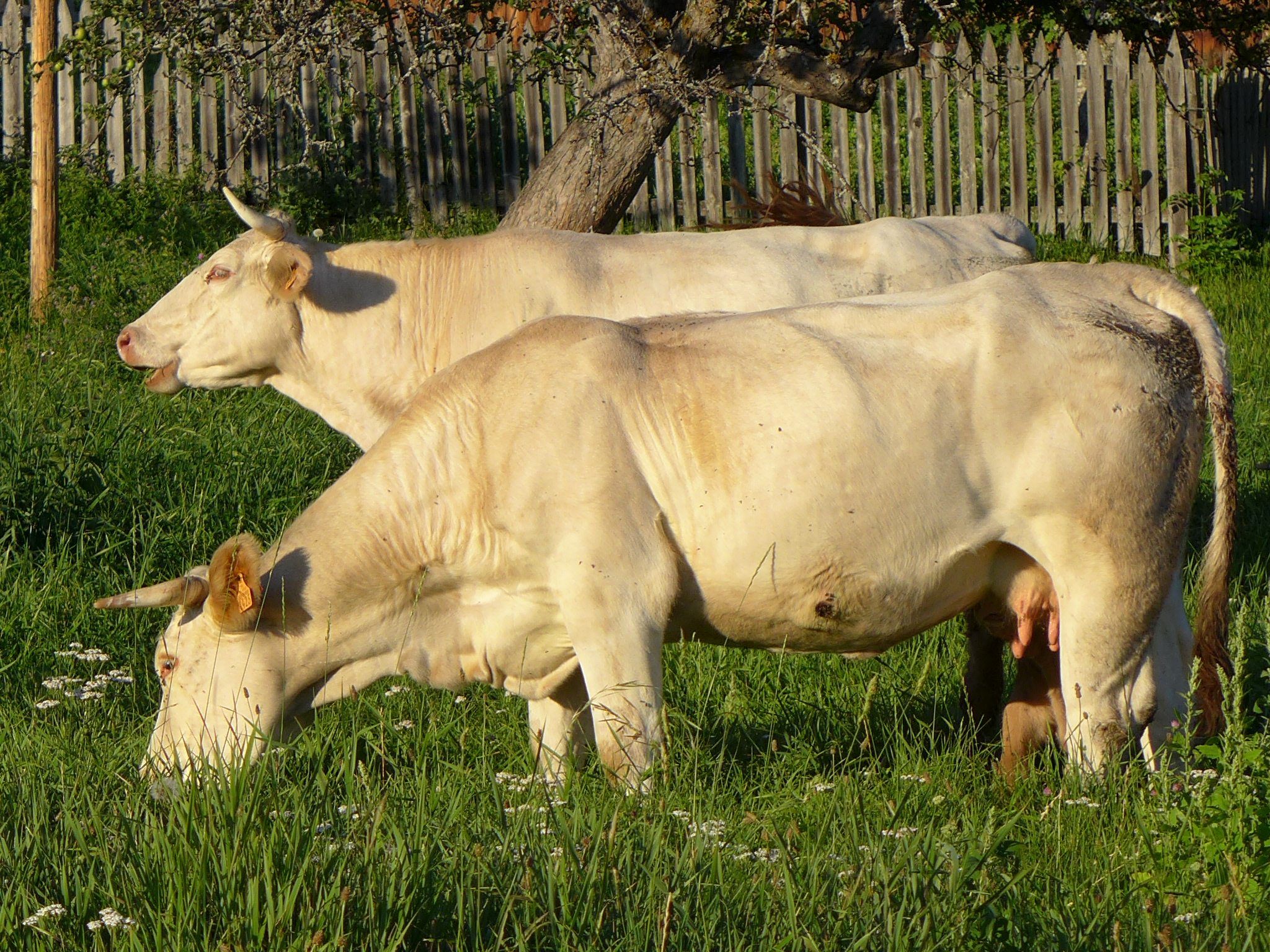
Vaches laitières.

Durant l'année 2010, la wilaya de Boumerdès a produit du lait à raison de 42 347 000 litres.
|     | Année | Lait produit | Lait collecté | Nombre de vaches laitières | vaches laitières à haut rendement | Nombre d'éleveurs | Nombre de collecteurs agréés |
| 1er | 2008  | 28 000 000   | 3 500 000     | 13 000                     | 4 400                             | 320               |                              |
| 2e  | 2009  | 36 000 000   | 7 000 000     | 15 000                     |                                   | 760               | 14                           |
| 3e  | 2010  | 42 347 000   | 9 000 000     |                            | 4 000                             | 959               | 16                           |
| 4e  | 2011  | 44 000 000   | 13 000 000    | 15 000                     | 5 000                             | 1 230             | 27                           |
| 5e  | 2012  | 44 300 000   | 19 000 000    | 29 800                     | 10 000                            |                   |                              |
| 6e  | 2013  | 48 400 000   | 22 000 000    | 16 000                     | 10 000                            | 2 500             | 40                           |
| 7e  | 2014  | En cours     | En cours      | En cours                   | En cours                          | En cours          | En cours                     |